# Volkswagen Golf
De Volkswagen Golf is een compacte middenklasser van het Duitse automerk Volkswagen, die sinds 1974 in productie is. De Golf is leverbaar geweest in verschillende carrosserievormen, waaronder een 3- of 5-deurs hatchback, stationwagon, cabriolet en SUV. Hij is uitgebracht met uiteenlopende aandrijflijnen: benzine (TSI), diesel (TDI), aardgas (TGI BlueMotion), elektrisch (e-Golf) en als plug-inhybride (GTE en e-Hybrid). Er zijn uitvoeringen met voorwielaandrijving en vierwielaandrijving.
Met de Golf maakte Volkswagen definitief de overstap van luchtgekoelde modellen met achterwielaandrijving (zoals de Kever) naar watergekoelde, voorwielaangedreven auto's. De naam Golf verwijst naar de Golfstroom, in lijn met de gewoonte van Volkswagen om modellen naar winden of stromingen te vernoemen (zoals ook de Passat, Scirocco en Jetta).
De Golf is het meest verkochte model van Volkswagen en heeft de Kever ingehaald als het meest geproduceerde model van het merk. In maart 2007 rolde in Wolfsburg de 25 miljoenste Golf van de band. Wereldwijd behoort het model tot de best verkochte auto's ooit, na onder meer de Toyota Corolla en de Ford F-150. De Golf vormt daarmee financieel een van de belangrijkste pijlers van het Volkswagen-concern.

## Naam
De naam Golf stamt af van de Golfstroom. In de Verenigde Staten en Canada is de Volkswagen Golf op de markt gebracht als Volkswagen Rabbit, in Mexico als de Volkswagen Caribe. Bij Volkswagen stammen sommige autonamen af van een natuurverschijnsel; zo de Golf bijvoorbeeld van de Golfstroom, de Passat van de passaatwind en De Scirocco van de sciroccowind.

## Afgeleide auto's
Er zijn meerdere auto's afgeleid van de Golf:
- Volkswagen Caddy, bestelwagen
- Volkswagen Corrado, een tweedeurs coupé
- Volkswagen Jetta, een vierdeurs sedan
- Volkswagen Eos, een tweedeurs coupé-cabriolet
- Volkswagen Golf Cabriolet, een tweedeurs cabriolet met softtop
- Volkswagen Scirocco, een tweedeurs coupé
- Volkswagen Beetle, een tweedeurs coupé
- Volkswagen New Beetle, een tweedeurs coupé
- Volkswagen Touran, een MPV met vijf of zeven zitplaatsen en vijf deuren
- Volkswagen Golf Country, een voorloper van de SUV-carrosserievorm gebaseerd op generatie 2.

## Techniek

### FSI Techniek
De Lupo, Polo 9N1 en Golf IV waren modellen die in 2003 voorzien werden van FSI-techniek.
Anders dan bij conventionele benzinemotoren geschiedt de inspuiting bij de FSI-motor direct in de verbrandingsruimte. Bovendien gebeurt dat met een druk van circa 100 bar in plaats van slechts 4 bar. Door de directe inspuiting in de verbrandingsruimte wordt – net als bij dieselmotoren met directe inspuiting – een hoger specifiek vermogen in combinatie met een lager verbruik en een schonere verbranding mogelijk. Een NOx-opslagkatalysator met een NOx-sensor behandelt de uitlaatgassen. De FSI-motoren voldoen aan de Euro 4-norm.

### TSI Techniek
Volkswagen introduceerde in 2006 de eerste motor met TSI. Deze was in de Volkswagen Touran en had een zogenaamde Twin-Charger aan boord; een mechanische compressor in combinatie met drukvulling (turbo) in een motor met compacte motorinhoud. Intussen zijn er meerdere varianten van de TSI: met of zonder compressor, met motorinhoud van 1.0, 1.2, 1.4, 1.5, 1.8, of 2.0 liter.

## Golf I (1974-1983)

### Kenmerken
29 maart 1974 liep de eerste Golf van de band. Volkswagen brak met de tot dan gevolgde opstelling waarbij een luchtgekoelde motor achterin geplaatst was. De Volkswagen Golf kreeg een voorin gebouwde watergekoelde viercilindermotor, een zelfdragende carrosserie, een achterklep (derde of vijfde deur; zie hatchback) en voorwielaandrijving. Het design was van Giorgetto Giugiaro. Aanvankelijk was de Golf verkrijgbaar in twee uitvoeringen, standaard (S) en L(S) en kon men slechts kiezen tussen twee benzinemotoren: een 1100 cc met 50 pk en een 1500 cc met 70 pk. De laatstgenoemde was ook te bestellen in combinatie met een drietraps automatische versnellingsbak. Een "S" op de achterklep (al dan niet achter de "L") stond voor de grotere motor.
Eind 1975 kreeg de Golf een eerste lichte "facelift". Het achterpaneel met de karakteristieke "zwaluwstaart" uitsparing ter hoogte van de kentekenplaat werd vervangen door een achterpaneel met een rechte lijn. In september 1975 werd op de IAA te Frankfurt am Main de sportieve versie van de Golf, de GTI gepresenteerd, maar met de productie hiervan werd pas begonnen in juni 1976. De GTI had voor die tijd een zeer hoge topsnelheid van 182 km/h en een acceleratie van 0 tot 100 in 9 s. De motor van de GTI was hetzelfde 1600cc-blok met 110 pk en mechanische injectie van Bosch (type K-jetronic) als de Audi 80 GTE.
In september 1976 werd te Stockholm de Golf Diesel gepresenteerd, waarvan het dieselblok was afgeleid van de eerste 1471cc-benzinemotor die tot juli 1975 in de Golf werd gemonteerd. Het vermogen van deze 1471cc-diesel was 50 pk. Vanaf augustus 1975 kwam er in de plaats van de 1.5-benzinemotor een 1588 cc met 75 pk. Deze 1588 cc werd twee jaar later, met ingang van augustus 1977 op zijn beurt vervangen door een 1.5-benzineblok met weer 70 pk en dezelfde boring als de 1588 cc, maar wel met een kortere slag door middel van een andere krukas.
Vanaf augustus 1978 kreeg de Golf weer een lichte "facelift". In plaats van stalen bumpers werden nu met kunststof ommantelde bumpers gemonteerd. In maart 1979 werd de Golf I cabrio aan het publiek gepresenteerd. Deze zou gedurende veertien jaar worden geproduceerd, ook toen de opvolger van de Golf I, de Golf II, al in productie was. Vanaf augustus 1979 werd het motorengamma uitgebreid met een tot 1300 cc vergrote versie van het 1.1-blok. Deze 1.3 had 60 pk, tevens kwam er voor de GTI een vijftraps in plaats van een viertraps, handgeschakelde versnellingsbak. Vanaf augustus 1980 kreeg de Golf I wederom een lichte "facelift" door grotere achterlichten en een ander dashboard. Tevens verviel op dat moment het 1471cc-50pk-dieselblok, hiervoor kwam in de plaats een 1588cc-dieselmotor met 54 pk.
Met ingang van maart 1982 werd naast de gewone diesel een Turbo dieselmotor geleverd, deze had 70 pk. Met ingang van modeljaar 1983 (vanaf augustus 1982) kreeg de GTI een 1.8-blok met 112 pk. Deze had weliswaar dus maar 2 pk meer dan zijn 1.6-voorganger, maar die 112 pk werden al bereikt bij 5800 tpm (1588cc 110 pk bij 6100 tpm), en wat nog belangrijker was: het koppel was nu 153Nm bij 3500 tpm (1600cc-140 Nm bij 5000 tpm). Dit verhoogde koppel bij lagere toeren kwam de souplesse ten goede en zorgde tevens voor een wat lager verbruik. Ook de topsnelheid en de acceleratie van 0 tot 100 km/h stegen licht. Tot en met augustus 1983 werd de Golf I in Europa (Wolfsburg) geproduceerd, daarna in Zuid-Afrika onder de naam Citi Golf. In het voorjaar van 2010 werd de productie daar gestaakt.

### Actiemodellen
- Sprinter 1976-1980
- Flyer (Pon actiemodel) 1978
- M 1978-1980
- MX 1978-1980
- Club (België) 1979-1980
- Rabbit 1979
- Stayer 1.6 D 1981
- SC 04/1981-06/1981
- Scorpion 10/1982-02/1983
- LX 01/1983-08/1983
- GX 01/1983-08/1983
- GTS 01/1983-08/1983
- GTI Pirelli 04/1983-08/1983
- GTI 16S Oettinger (alleen in Frankrijk leverbaar geweest, beperkte oplage van 1300 stuks, totaal 1186 geregistreerd)

### Motoren
Gegevens van de basismodellen:

#### Benzine
| Golf Hatchback | Golf Hatchback | Golf Hatchback | Golf Hatchback | Golf Hatchback | Golf Hatchback        | Golf Hatchback | Golf Hatchback | Golf Hatchback | Golf Hatchback |
| Type           | Motor          | Motor          | Vermogen       | Koppel         | Transmissie           | Gewicht        | 0–100 km/h     | Topsnelheid    | Jaartal        |
| Type           | Inhoud         | Cilinders      | Vermogen       | Koppel         | Transmissie           | Gewicht        | 0–100 km/h     | Topsnelheid    | Jaartal        |
| -------------- | -------------- | -------------- | -------------- | -------------- | --------------------- | -------------- | -------------- | -------------- | -------------- |
| 1100           | 1093cc         | 4-in-lijn      | 50 pk          | 78 Nm          | handgeschakelde 4-bak | 750 kg         | 15,8 s         | 140 km/h       | 1974 - 1979    |
| 1100           | 1093cc         | 4-in-lijn      | 50 pk          | 78 Nm          | handgeschakelde 4-bak | 750 kg         | 15,8 s         | 140 km/h       | 1979 - 1983    |
| 1300           | 1272cc         | 4-in-lijn      | 60 pk          | 93 Nm          | handgeschakelde 4-bak | 750 kg         | 14,6 s         | 150 km/h       | 1979 - 1982    |
| 1500           | 1471cc         | 4-in-lijn      | 70 pk          | 110 Nm         | handgeschakelde 4-bak | 800 kg         | 12,9 s         | 158 km/h       | 1974 - 1975    |
| 1600           | 1588cc         | 4-in-lijn      | 75 pk          | 117 Nm         | handgeschakelde 4-bak | 805 kg         | 14,7 s         | 158 km/h       | 1975 - 1977    |
| 1500           | 1457cc         | 4-in-lijn      | 70 pk          | 110 Nm         | handgeschakelde 4-bak | 840 kg         | 12,9 s         | 158 km/h       | 1977 - 1983    |
| 1.6 GTI        | 1588cc         | 4-in-lijn      | 110 pk         | 140 Nm         | handgeschakelde 4-bak | 832 kg         | 8,8 s          | 182 km/h       | 1976 - 1982    |
| 1.8 GTI        | 1781cc         | 4-in-lijn      | 112 pk         | 153 Nm         | handgeschakelde 5-bak | 875 kg         | 8,9 s          | 187 km/h       | 1982 - 1983    |

| Golf Cabriolet | Golf Cabriolet | Golf Cabriolet | Golf Cabriolet | Golf Cabriolet | Golf Cabriolet                           | Golf Cabriolet | Golf Cabriolet | Golf Cabriolet | Golf Cabriolet |
| Type           | Motor          | Motor          | Vermogen       | Koppel         | Transmissie                              | Gewicht        | 0–100 km/h     | Topsnelheid    | Jaartal        |
| Type           | Inhoud         | Cilinders      | Vermogen       | Koppel         | Transmissie                              | Gewicht        | 0–100 km/h     | Topsnelheid    | Jaartal        |
| -------------- | -------------- | -------------- | -------------- | -------------- | ---------------------------------------- | -------------- | -------------- | -------------- | -------------- |
| 1500           | 1457cc         | 4-in-lijn      | 70 pk          | 110 Nm         | handgeschakelde 4-bak                    | 910 kg         | 14,3 s         | 150 km/h       | 1979 - 1981    |
| 1500           | 1457cc         | 4-in-lijn      | 70 pk          | 110 Nm         | handgeschakelde 4-bak                    | 840 kg         | 14,7 s         | 156 km/h       | 1981 - 1983    |
| 1600           | 1595cc         | 4-in-lijn      | 75 pk          | 110 Nm         | handgeschakelde 4-bak / 3-traps automaat | 910 kg         | 12,7 / 14,9 s  | 154 / 149 km/h | 1979 - 1984    |
| 1.6 GLI        | 1588cc         | 4-in-lijn      | 110 pk         | 140 Nm         | handgeschakelde 5-bak                    | 940 kg         | 10,2 s         | 172 km/h       | 1979 - 1982    |
| 1800           | 1781cc         | 4-in-lijn      | 90 pk          | 145 Nm         | handgeschakelde 5-bak / 3-traps automaat | 945 kg         | 11,0 / 13,2 s  | 164 / 149 km/h | 1984 - 1986    |
| 1800           | 1781cc         | 4-in-lijn      | 98 pk          | 143 Nm         | handgeschakelde 5-bak                    | 1010 kg        | 11,0 s         | 166 km/h       | 1986 - 1993    |
| 1.8 GLI        | 1781cc         | 4-in-lijn      | 112 pk         | 153 Nm         | handgeschakelde 5-bak                    | 965 kg         | 9,8 s          | 173 km/h       | 1982 - 1986    |

#### Diesel
| Golf Hatchback   | Golf Hatchback | Golf Hatchback | Golf Hatchback | Golf Hatchback | Golf Hatchback        | Golf Hatchback | Golf Hatchback | Golf Hatchback | Golf Hatchback |
| Type             | Motor          | Motor          | Vermogen       | Koppel         | Transmissie           | Gewicht        | 0–100 km/h     | Topsnelheid    | Jaartal        |
| Type             | Inhoud         | Cilinders      | Vermogen       | Koppel         | Transmissie           | Gewicht        | 0–100 km/h     | Topsnelheid    | Jaartal        |
| ---------------- | -------------- | -------------- | -------------- | -------------- | --------------------- | -------------- | -------------- | -------------- | -------------- |
| 1500 D           | 1471cc         | 4-in-lijn      | 54 pk          | 100 Nm         | handgeschakelde 4-bak | 820 kg         | 16,8 s         | 143 km/h       | 1976 - 1980    |
| 1600 D           | 1588cc         | 4-in-lijn      | 54 pk          | 102 Nm         | handgeschakelde 4-bak | 830 kg         | 16,8 s         | 143 km/h       | 1980 - 1983    |
| 1.6 Turbo Diesel | 1588cc         | 4-in-lijn      | 70 pk          | 133 Nm         | handgeschakelde 5-bak | 960 kg         | 13,5 s         | 155 km/h       | 1982 - 1983    |

## Golf II (1983-1992)

### Kenmerken
De tweede generatie VW Golf werd geproduceerd vanaf september 1983. Deze VW Golf werd in München gepresenteerd. De VW Golf II werd gedurende een periode van negen jaar gemaakt. De VW Golf II cabrio werd niet gefabriceerd, maar de Golf I werd als cabrio verder geproduceerd. Het laatste model van de Golf II was een actiemodel, Function genaamd en werd in Zwickau gelijktijdig naast de Golf III geproduceerd tot 31 juli 1992.

### Modelwijzigingen
Vanaf de introductie in september 1983 tot aan de fabrieksvakantie in augustus 1987 werd de Golf II met het kenmerkende driehoeksvenster en het bekende raamstijltje gebouwd. De buitenspiegels zaten ook verder naar achteren, op dezelfde hoogte als de raamstijl. Verder had de frontgrille zes lamellen. Vanaf september 1987 vervielen de raamstijlen en werden de buitenspiegels verder naar voren geplaatst. Tevens werd de frontgrille gewijzigd naar vijf lamellen, verviel de naam "Volkswagen" en de rechte typeaanduiding "Golf C, CL, GL, GT, Carat of GTI" op de rechterachterzijde en werd het VW logo nu een groot rond in het midden geplaatst onder de achterklep en boven de achterbumper. De typeaanduiding werd vanaf dan in een schuin lettertype aangeduid op de rechter achterzijde. Vanaf modeljaar 1989 werd er ook een vierwiel aangedreven Golf II onder de naam "Syncro" geleverd.  
Vanaf modeljaar 1990 werd een nieuwe uitvoering van de Golf II aan het modelgamma toegevoegd, de Golf Country. De Country was als basis een Golf Syncro CL welke bij Steyr-Daimler-Puch in Oostenrijk werd omgebouwd. Door onder andere een verstevigd frame onder de auto te plaatsen en de ophanging aan te passen had de Country 6 cm meer bodemvrijheid dan de normale Golf Syncro. Tevens werden er diverse beschermbeugels, extra mistlampen en een reservewiel op de achterklep gemonteerd. De Country werd geleverd met een 1.8 liter benzine injectie motor welke 98 pk leverde, optioneel kon er een elektronisch sper-differentieel besteld worden.

### Actiemodellen NL/B
- Match april 1984
- Flair 1986
- GTS 1985
- Boston 1986
- Sport 1986
- Bestseller 1986-1987
- Avance 1987
- GT4 1987 (model ter gelegenheid van 40 jaar VW in Nederland)
- Tour 1988
- Millionen 1988 (model ter gelegenheid van 10 miljoenste Golf)
- Memphis 1988
- Manhattan 1989-1991
- Madison 1990-1991
- Pasadena 1991
- Moda 1991
- Function 1991-1992
- GTI Wolfsburg Edition[2] 1989
- GTI Fire & Ice[2] 1990
- GTI Edition One[2] 1990
- GT Special 1991
- GTI Special[2] 1991
- GTI Edition Blue[2] 1991

### Motoren
Gegevens van de basismodellen:

#### Benzine
| Golf Hatchback             | Golf Hatchback | Golf Hatchback | Golf Hatchback | Golf Hatchback | Golf Hatchback | Golf Hatchback | Golf Hatchback | Golf Hatchback |
| Type                       | Motor          | Motor          | Vermogen       | Koppel         | Gewicht        | 0–100 km/h     | Topsnelheid    | Jaartal        |
| Type                       | Inhoud         | Cilinders      | Vermogen       | Koppel         | Gewicht        | 0–100 km/h     | Topsnelheid    | Jaartal        |
| -------------------------- | -------------- | -------------- | -------------- | -------------- | -------------- | -------------- | -------------- | -------------- |
| 1.05                       | 1.043 cm³      | 4-in-lijn      | 45 pk          | 76 Nm          | 830 kg         | 21,9 s         | 137 km/h       | 1985 - 1986    |
| 1.3                        | 1.272 cm³      | 4-in-lijn      | 55 pk          | 96 Nm          | 825 kg         | 16,7 s         | 151 km/h       | 1983 - 1986    |
| 1.3 KAT                    | 1.272 cm³      | 4-in-lijn      | 54 pk          | 96 Nm          | 820 kg         | 16,7 s         | 151 km/h       | 1986 - 1989    |
| 1.3i KAT                   | 1.272 cm³      | 4-in-lijn      | 54 pk          | 97 Nm          | 820 kg         | 16,7 s         | 151 km/h       | 1989 - 1992    |
| 1.6                        | 1.595 cm³      | 4-in-lijn      | 75 pk          | 125 Nm         | 825 kg         | 13,0 s         | 167 km/h       | 1983 - 1986    |
| 1.6 KAT                    | 1.595 cm³      | 4-in-lijn      | 72 pk          | 120 Nm         | 825 kg         | 13,5 s         | 160 km/h       | 1986 - 1989    |
| 1.6i KAT                   | 1.595 cm³      | 4-in-lijn      | 69 pk          | 118 Nm         | 825 kg         | 14,4 s         | 162 km/h       | 1989 - 1992    |
| 1.8                        | 1.598 cm³      | 4-in-lijn      | 90 pk          | 145 Nm         | 913 kg         | 10,8 s         | 178 km/h       | 1985 - 1986    |
| 1.8 KAT                    | 1.598 cm³      | 4-in-lijn      | 90 pk          | 137 Nm         | 913 kg         | 11,5 s         | 175 km/h       | 1986 - 1989    |
| 1.8i KAT                   | 1.598 cm³      | 4-in-lijn      | 90 pk          | 142 Nm         | 903 kg         | 11,5 s         | 175 km/h       | 1989 - 1992    |
| 1.8 GTI                    | 1.781 cm³      | 4-in-lijn      | 112 pk         | 157 Nm         | 909 kg         | 9,7 s          | 191 km/h       | 1984 - 1986    |
| 1.8 GTI KAT                | 1.781 cm³      | 4-in-lijn      | 107 pk         | 154 Nm         | 922 kg         | 10,3 s         | 186 km/h       | 1986 - 1992    |
| 1.8 GTI 16V                | 1.781 cm³      | 4-in-lijn      | 139 pk         | 168 Nm         | 933 kg         | 8,6 s          | 208 km/h       | 1985 - 1986    |
| 1.8 GTI 16V KAT            | 1.781 cm³      | 4-in-lijn      | 129 pk         | 168 Nm         | 933 kg         | 9,0 s          | 200 km/h       | 1986 - 1991    |
| 1.8 GTI G60 KAT            | 1.781 cm³      | 4-in-lijn      | 160 pk         | 225 Nm         | 1032 kg        | 8,3 s          | 216 km/h       | 1989 - 1991    |
| 1.8 GTI G60 LIMITED SYNCRO | 1.781 cm³      | 4-in-lijn      | 210 pk         | 252 Nm         | 1260 kg        | 7,4 s          | 230 km/h       | 1989 - 1989    |

| Golf Country     | Golf Country | Golf Country | Golf Country | Golf Country | Golf Country | Golf Country | Golf Country | Golf Country |
| Type             | Motor        | Motor        | Vermogen     | Koppel       | Gewicht      | 0–100 km/h   | Topsnelheid  | Jaartal      |
| Type             | Inhoud       | Cilinders    | Vermogen     | Koppel       | Gewicht      | 0–100 km/h   | Topsnelheid  | Jaartal      |
| ---------------- | ------------ | ------------ | ------------ | ------------ | ------------ | ------------ | ------------ | ------------ |
| 1.8i KAT Synchro | 1.598 cm³    | 4-in-lijn    | 98 pk        | 143 Nm       | 1245 kg      | 12,3 s       | 151 km/h     | 1989 - 1992  |

#### Diesel
| Golf Hatchback | Golf Hatchback | Golf Hatchback | Golf Hatchback | Golf Hatchback | Golf Hatchback | Golf Hatchback | Golf Hatchback | Golf Hatchback |
| Type           | Motor          | Motor          | Vermogen       | Koppel         | Gewicht        | 0–100 km/h     | Topsnelheid    | Jaartal        |
| Type           | Inhoud         | Cilinders      | Vermogen       | Koppel         | Gewicht        | 0–100 km/h     | Topsnelheid    | Jaartal        |
| -------------- | -------------- | -------------- | -------------- | -------------- | -------------- | -------------- | -------------- | -------------- |
| 1.6 D          | 1.588 cm³      | 4-in-lijn      | 54 pk          | 100 Nm         | 871 kg         | 18,7 s         | 148 km/h       | 1983 - 1992    |
| 1.6 D KAT      | 1.588 cm³      | 4-in-lijn      | 60 pk          | 110 Nm         | 865 kg         | 16,9 s         | 151 km/h       | 1989 - 1992    |
| 1.6 TD         | 1.588 cm³      | 4-in-lijn      | 70 pk          | 133 Nm         | 986 kg         | 14,5 s         | 160 km/h       | 1984 - 1990    |
| 1.6 TD         | 1.588 cm³      | 4-in-lijn      | 80 pk          | 155 Nm         | 960 kg         | 13,2 s         | 169 km/h       | 1990 - 1992    |

## Golf III (1991-1997)

### Kenmerken

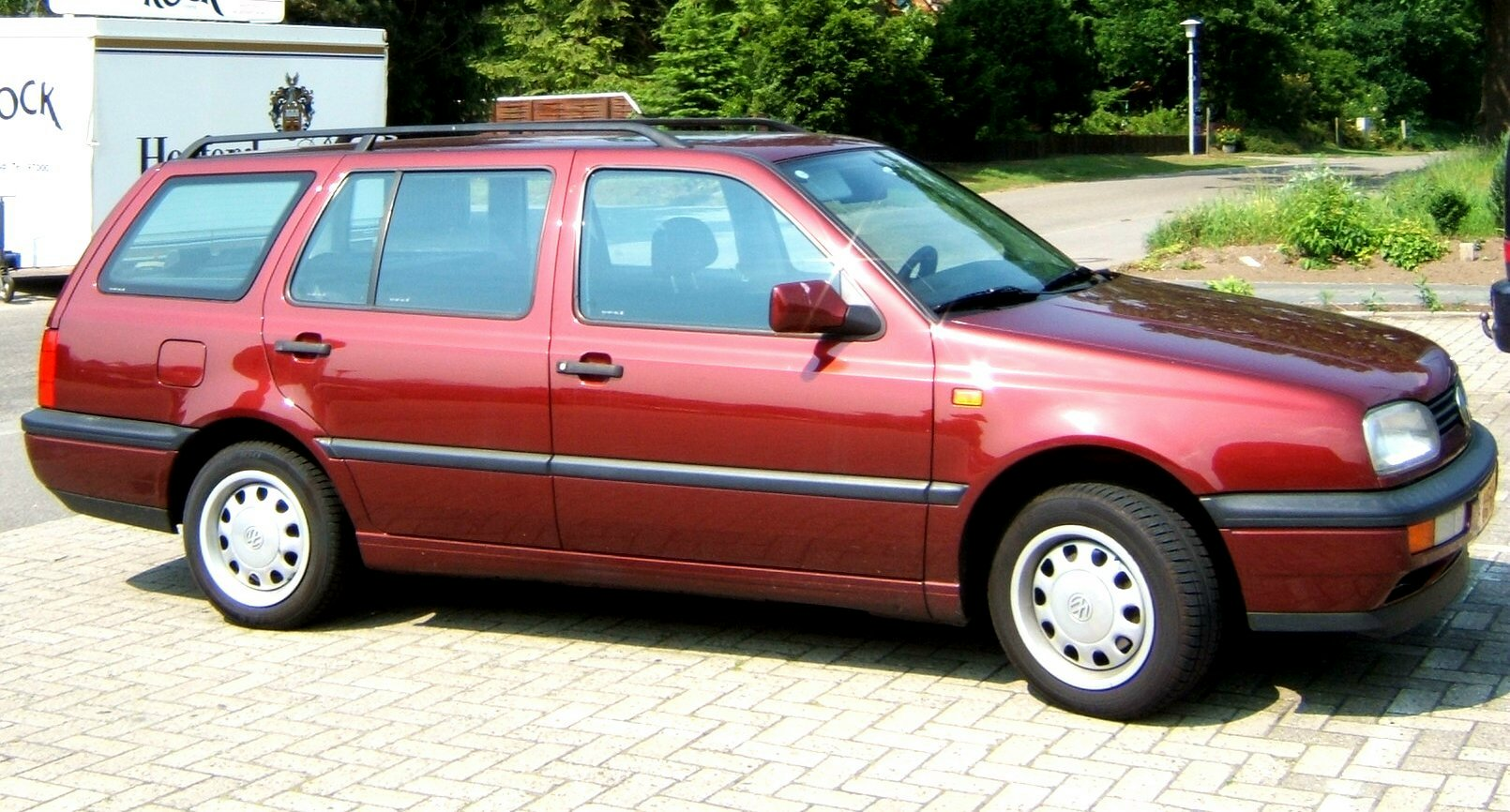
Golf III Variant

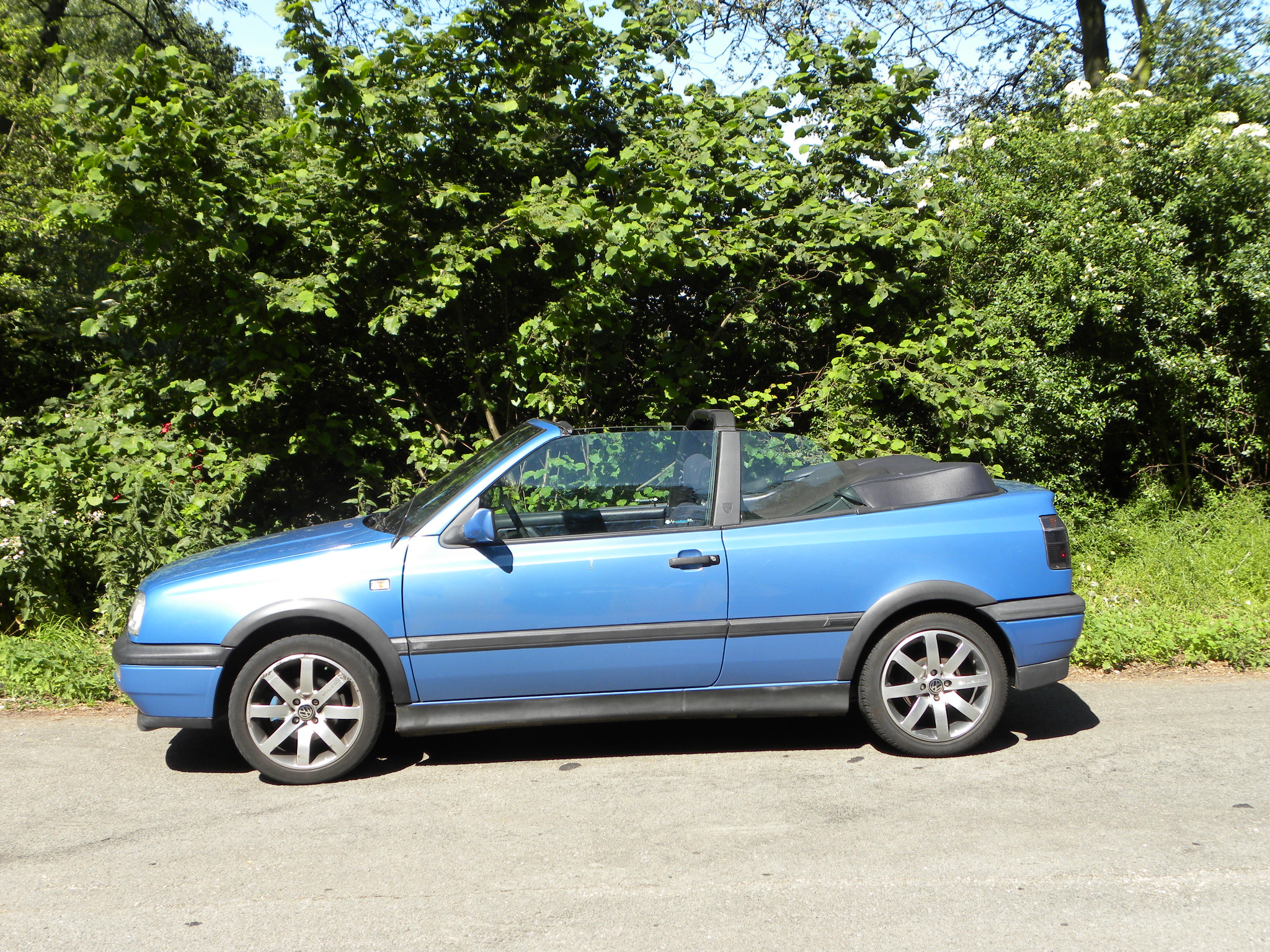
Golf III Cabriolet 08/1993

De derde generatie Golf werd in september 1991 gelanceerd. Hij is in verschillende uitvoeringen gemaakt: als drie- of vijfdeurs hatchback, als stationwagen (Variant genaamd) en als cabriolet. De Golf III is de eerste versie die leverbaar werd met de nieuwe TDI-dieselmotoren. Daarnaast was er een extra sportieve versie met 2,8 en 2,9 liter-VR6-motor leverbaar.
Dit type Golf bleek niet zo'n succesnummer vanwege de roestvorming, wat bij zijn voorganger (Golf II) vrijwel niet voorkwam. Een en ander was mede het gevolg van kostenbesparingen (ingeleid door productie- en inkoopdirecteur Ignacio Lopez), die hiervoor bij General Motors aanzienlijke kostenbesparingen kon boeken.
In september 1997 werd de Golf III Hatchback afgelost door de nieuwe Golf IV. De Golf III Variant werd echter pas in 1999 vervangen, de Golf III Cabrio is tot 2002 in productie geweest.

### Trabant
De werknemers van de fabriek Automobilwerk Zwickau die gevestigd was in Zwickau kregen niet direct ontslag in 1990 maar bliezen een nieuw leven in de voormalige Automobilwerk Zwickau fabriek in 1991. Trabant werd opgeheven in 1990 en de werknemers mochten direct aan de slag met een geheel andere auto en dat was deze auto waar aan ze gingen werken, de Golf III, maar ook werd er nog tot en met 31 juli 1992 gelijktijdig de Golf II gebouwd als het allerlaatste model Function.

### Actiemodellen
- Function (Golf II en III) 1992
- Genesis 1992
- Orlando 1993-1994
- Stayer 1993-1994
- Pink Floyd 1994
- GTI Edition[2] 1994
- Color Line[2] 1995
- Rolling Stones 1995
- Bon Jovi[2] 1996
- Atlanta 1996
- Atlanta Sport 1996
- Atlanta Comfort 1996
- Happy Hours 1996
- Milestone 1997
- New Orleans 1997
- Family[2] 1997
- Joker[2] 1997
- 20 Jahre Edition[2] 1997 (model ten gevolg van 20-jarig bestaan Golf GTI)
- Otmar Alt Edition (enkel geleverd in Duitsland).
- Colour Concept (enkel geleverd in Duitsland).
- GT-Special

### Motoren
Gegevens van de basismodellen:

#### Benzine
| Golf Hatchback | Golf Hatchback | Golf Hatchback | Golf Hatchback | Golf Hatchback | Golf Hatchback | Golf Hatchback                           | Golf Hatchback | Golf Hatchback | Golf Hatchback |
| Type           | Motor          | Motor          | Motor          | Vermogen       | Koppel         | Transmissie                              | 0–100 km/h     | Topsnelheid    | Jaartal        |
| Type           | Inhoud         | Cilinders      | Kleppen        | Vermogen       | Koppel         | Transmissie                              | 0–100 km/h     | Topsnelheid    | Jaartal        |
| -------------- | -------------- | -------------- | -------------- | -------------- | -------------- | ---------------------------------------- | -------------- | -------------- | -------------- |
| 1.4            | 1.391 cm³      | 4-in-lijn      | 8v             | 60 pk          | 107 Nm         | handgeschakelde 5-bak                    | 16,7 s         | 157 km/h       | 1991 - 1995    |
| 1.4            | 1.390 cm³      | 4-in-lijn      | 8v             | 60 pk          | 116 Nm         | handgeschakelde 5-bak                    | 15,9 s         | 157 km/h       | 1995 - 1997    |
| 1.6            | 1.598 cm³      | 4-in-lijn      | 8v             | 75 pk          | 128 Nm         | handgeschakelde 5-bak                    | 13,8 s         | 168 km/h       | 1993 - 1995    |
| 1.6            | 1.598 cm³      | 4-in-lijn      | 8v             | 75 pk          | 135 Nm         | handgeschakelde 5-bak                    | 13,4 s         | 168 km/h       | 1995 - 1997    |
| 1.6            | 1.595 cm³      | 4-in-lijn      | 8v             | 100 pk         | 140 Nm         | handgeschakelde 5-bak                    | 11,2 s         | 188 km/h       | 1997 - 1997    |
| 1.8            | 1.781 cm³      | 4-in-lijn      | 8v             | 75 pk          | 140 Nm         | handgeschakelde 5-bak / 4-traps automaat | 14,0 / 17,6 s  | 168 / 164 km/h | 1991 - 1997    |
| 1.8            | 1.781 cm³      | 4-in-lijn      | 8v             | 90 pk          | 145 Nm         | handgeschakelde 5-bak / 4-traps automaat | 12,1 / 14,7 s  | 178 / 175 km/h | 1991 - 1997    |
| 1.8 Synchro    | 1.781 cm³      | 4-in-lijn      | 8v             | 90 pk          | 145 Nm         | handgeschakelde 5-bak                    | 13,3 s         | 175 km/h       | 1991 - 1997    |
| 2.0            | 1.984 cm³      | 4-in-lijn      | 8v             | 115 pk         | 166 Nm         | handgeschakelde 5-bak / 4-traps automaat | 10,4 / 11,9 s  | 196 / 193 km/h | 1991 - 1997    |
| 2.0 GTI 16V    | 1.984 cm³      | 4-in-lijn      | 16v            | 150 pk         | 180 Nm         | handgeschakelde 5-bak                    | 8,7 s          | 215 km/h       | 1992 - 1997    |
| 2.8 VR6        | 2.792 cm³      | VR6            | 12v            | 174 pk         | 235 Nm         | handgeschakelde 5-bak / 4-traps automaat | 7,8 / 9,0 s    | 224 / 220 km/h | 1991 - 1997    |
| 2.9 VR6 Syncro | 2.861 cm³      | VR6            | 12v            | 190 pk         | 245 Nm         | handgeschakelde 5-bak                    | 7,5 s          | 224 km/h       | 1994 - 1997    |

| Golf Variant   | Golf Variant | Golf Variant | Golf Variant | Golf Variant | Golf Variant | Golf Variant          | Golf Variant | Golf Variant | Golf Variant |
| Type           | Motor        | Motor        | Motor        | Vermogen     | Koppel       | Transmissie           | 0–100 km/h   | Topsnelheid  | Jaartal      |
| Type           | Inhoud       | Cilinders    | Kleppen      | Vermogen     | Koppel       | Transmissie           | 0–100 km/h   | Topsnelheid  | Jaartal      |
| -------------- | ------------ | ------------ | ------------ | ------------ | ------------ | --------------------- | ------------ | ------------ | ------------ |
| 1.4            | 1.391 cm³    | 4-in-lijn    | 8v           | 60 pk        | 107 Nm       | handgeschakelde 5-bak | 17,7 s       | 154 km/h     | 1993 - 1995  |
| 1.4            | 1.390 cm³    | 4-in-lijn    | 8v           | 60 pk        | 116 Nm       | handgeschakelde 5-bak | 16,9 s       | 154 km/h     | 1995 - 1999  |
| 1.6            | 1.595 cm³    | 4-in-lijn    | 8v           | 100 pk       | 140 Nm       | handgeschakelde 5-bak | 11,9 s       | 185 km/h     | 1997 - 1998  |
| 1.8            | 1.781 cm³    | 4-in-lijn    | 8v           | 75 pk        | 140 Nm       | handgeschakelde 5-bak | 14,9 s       | 165 km/h     | 1993 - 1999  |
| 1.8            | 1.781 cm³    | 4-in-lijn    | 8v           | 90 pk        | 145 Nm       | handgeschakelde 5-bak | 12,8 s       | 177 km/h     | 1993 - 1999  |
| 1.8 Synchro    | 1.781 cm³    | 4-in-lijn    | 8v           | 90 pk        | 145 Nm       | handgeschakelde 5-bak | 14,0 s       | 172 km/h     | 1993 - 1999  |
| 2.0            | 1.984 cm³    | 4-in-lijn    | 8v           | 115 pk       | 166 Nm       | handgeschakelde 5-bak | 11,3 s       | 195 km/h     | 1993 - 1999  |
| 2.9 VR6 Syncro | 2.861 cm³    | VR6          | 12v          | 190 pk       | 245 Nm       | handgeschakelde 5-bak | 8,1 s        | 222 km/h     | 1995 - 1997  |

| Golf Cabriolet | Golf Cabriolet | Golf Cabriolet | Golf Cabriolet | Golf Cabriolet | Golf Cabriolet | Golf Cabriolet                           | Golf Cabriolet | Golf Cabriolet | Golf Cabriolet |
| Type           | Motor          | Motor          | Motor          | Vermogen       | Koppel         | Transmissie                              | 0–100 km/h     | Topsnelheid    | Jaartal        |
| Type           | Inhoud         | Cilinders      | Kleppen        | Vermogen       | Koppel         | Transmissie                              | 0–100 km/h     | Topsnelheid    | Jaartal        |
| -------------- | -------------- | -------------- | -------------- | -------------- | -------------- | ---------------------------------------- | -------------- | -------------- | -------------- |
| 1.8            | 1.781 cm³      | 4-in-lijn      | 8v             | 75 pk          | 140 Nm         | handgeschakelde 5-bak                    | 15,5 s         | 160 km/h       | 1993 - 1998    |
| 1.8            | 1.781 cm³      | 4-in-lijn      | 8v             | 75 pk          | 140 Nm         | handgeschakelde 5-bak                    | 15,5 s         | 163 km/h       | 1998 - 2001    |
| 1.8            | 1.781 cm³      | 4-in-lijn      | 8v             | 90 pk          | 145 Nm         | handgeschakelde 5-bak / 4-traps automaat | 13,1 / 15,0 s  | 172 / 168 km/h | 1993 - 1998    |
| 1.8            | 1.781 cm³      | 4-in-lijn      | 8v             | 90 pk          | 145 Nm         | handgeschakelde 5-bak                    | 13,1 s         | 175 km/h       | 1998 - 2001    |
| 2.0            | 1.984 cm³      | 4-in-lijn      | 8v             | 115 pk         | 166 Nm         | handgeschakelde 5-bak                    | 11,2 s         | 190 km/h       | 1993 - 1998    |
| 2.0            | 1.984 cm³      | 4-in-lijn      | 8v             | 115 pk         | 166 Nm         | handgeschakelde 5-bak                    | 10,7 s         | 193 km/h       | 1998 - 2002    |

#### Diesel
| Golf Hatchback | Golf Hatchback | Golf Hatchback | Golf Hatchback | Golf Hatchback | Golf Hatchback                           | Golf Hatchback | Golf Hatchback | Golf Hatchback | Golf Hatchback |
| Type           | Motor          | Motor          | Vermogen       | Koppel         | Transmissie                              | 0–100 km/h     | Topsnelheid    | Jaartal        |                |
| Type           | Inhoud         | Cilinders      | Vermogen       | Koppel         | Transmissie                              | 0–100 km/h     | Topsnelheid    | Jaartal        |                |
| -------------- | -------------- | -------------- | -------------- | -------------- | ---------------------------------------- | -------------- | -------------- | -------------- | -------------- |
| 1.9 D          | 1.896 cm³      | 4-in-lijn      | 64 pk          | 124 Nm         | handgeschakelde 5-bak                    | 17,6 s         | 156 km/h       | 1991 - 1997    |                |
| 1.9 D Eco      | 1.896 cm³      | 4-in-lijn      | 64 pk          | 124 Nm         | handgeschakelde 5-bak                    | 18,0 s         | 156 km/h       | 1993 - 1995    |                |
| 1.9 SDI        | 1.896 cm³      | 4-in-lijn      | 64 pk          | 125 Nm         | handgeschakelde 5-bak                    | 17,6 s         | 156 km/h       | 1995 - 1997    |                |
| 1.9 TD         | 1.896 cm³      | 4-in-lijn      | 75 pk          | 150 Nm         | handgeschakelde 5-bak                    | 15,1 s         | 165 km/h       | 1991 - 1997    |                |
| 1.9 TDI        | 1.896 cm³      | 4-in-lijn      | 90 pk          | 202 Nm         | handgeschakelde 5-bak / 4-traps automaat | 12,8 / 13,3 s  | 178 / 175 km/h | 1993 - 1996    |                |
| 1.9 TDI        | 1.896 cm³      | 4-in-lijn      | 110 pk         | 235 Nm         | handgeschakelde 5-bak / 4-traps automaat | 10,8 / 12,4 s  | 193 / 190 km/h | 1996 - 1997    |                |

| Golf Variant | Golf Variant | Golf Variant | Golf Variant | Golf Variant | Golf Variant                             | Golf Variant  | Golf Variant   | Golf Variant | Golf Variant |
| Type         | Motor        | Motor        | Vermogen     | Koppel       | Transmissie                              | 0–100 km/h    | Topsnelheid    | Jaartal      |              |
| Type         | Inhoud       | Cilinders    | Vermogen     | Koppel       | Transmissie                              | 0–100 km/h    | Topsnelheid    | Jaartal      |              |
| ------------ | ------------ | ------------ | ------------ | ------------ | ---------------------------------------- | ------------- | -------------- | ------------ | ------------ |
| 1.9 D        | 1.896 cm³    | 4-in-lijn    | 64 pk        | 124 Nm       | handgeschakelde 5-bak                    | 18,6 s        | 154 km/h       | 1993 - 1999  |              |
| 1.9 SDI      | 1.896 cm³    | 4-in-lijn    | 64 pk        | 125 Nm       | handgeschakelde 5-bak                    | 18,6 s        | 154 km/h       | 1995 - 1999  |              |
| 1.9 TD       | 1.896 cm³    | 4-in-lijn    | 75 pk        | 150 Nm       | handgeschakelde 5-bak                    | 15,9 s        | 163 km/h       | 1993 - 1999  |              |
| 1.9 TDI      | 1.896 cm³    | 4-in-lijn    | 90 pk        | 202 Nm       | handgeschakelde 5-bak / 4-traps automaat | 13,4 / 15,5 s | 176 / 172 km/h | 1994 - 1999  |              |
| 1.9 TDI      | 1.896 cm³    | 4-in-lijn    | 110 pk       | 235 Nm       | handgeschakelde 5-bak / 4-traps automaat | 11,4 / 13,3 s | 190 / 187 km/h | 1996 - 1999  |              |

| Golf Cabriolet | Golf Cabriolet | Golf Cabriolet | Golf Cabriolet | Golf Cabriolet | Golf Cabriolet        | Golf Cabriolet | Golf Cabriolet | Golf Cabriolet | Golf Cabriolet |
| Type           | Motor          | Motor          | Vermogen       | Koppel         | Transmissie           | 0–100 km/h     | Topsnelheid    | Jaartal        |                |
| Type           | Inhoud         | Cilinders      | Vermogen       | Koppel         | Transmissie           | 0–100 km/h     | Topsnelheid    | Jaartal        |                |
| -------------- | -------------- | -------------- | -------------- | -------------- | --------------------- | -------------- | -------------- | -------------- | -------------- |
| 1.9 TDI        | 1.896 cm³      | 4-in-lijn      | 90 pk          | 202 Nm         | handgeschakelde 5-bak | 13,3 s         | 172 km/h       | 1995 - 1998    |                |
| 1.9 TDI        | 1.896 cm³      | 4-in-lijn      | 90 pk          | 202 Nm         | handgeschakelde 5-bak | 13,4 s         | 175 km/h       | 1998 - 2002    |                |
| 1.9 TDI        | 1.896 cm³      | 4-in-lijn      | 110 pk         | 235 Nm         | handgeschakelde 5-bak | 11,3 s         | 187 km/h       | 1997 - 1998    |                |
| 1.9 TDI        | 1.896 cm³      | 4-in-lijn      | 110 pk         | 235 Nm         | handgeschakelde 5-bak | 11,3 s         | 190 km/h       | 1998 - 2000    |                |

## Golf IV (1997-2003)

### Kenmerken
In oktober 1997 introduceerde VW het vierde type van de Golf. De Golf IV was verkrijgbaar in verschillende gradaties: Basis, Comfortline, Trendline en Highline. Dit heeft vooral te maken met de luxe van de wagen. Ook zijn een aantal actie modellen geweest zoals de Oxford, Cambridge, Ocean, Pacific en R-Line. Tijdens de introductie was eerst alleen de vijfdeurs uitvoering leverbaar, in maart 1998 kwam hier ook de driedeurs uitvoering bij. De Variant uitvoering liet nog even op zich wachten. Als station uitvoering leverde Volkswagen nog steeds de Golf 3 Variant, deze werd pas in 1999 opgevolgd door de Golf 4 Variant. De Variant uitvoering is tot juli 2006 leverbaar geweest en werd pas in mei 2007 opgevolgd door de Golf V Variant. De Golf Cabriolet, die was gebaseerd op de voorganger Golf III, kwam in 1998 op de markt en was tot 2002 verkrijgbaar met een beperkter aantal motoren.
De eerste versies van de Golf IV werden geplaagd door een aantal kinderziektes. Voornamelijk de sloten en het raammechanisme bij wagens met elektrische ramen moesten dikwijls vervangen worden. Ook zijn er problemen met het differentieel bij de SDI en 1.4- en 1.6-modellen. De klinknagels waarmee het kroonwiel in het differentieel bevestigd werd waren niet bestand tegen het vermogen van deze motoren. De problemen doen zich voornamelijk voor bij de DUW- en DUU-versnellingsbakken. Vanaf bouwjaar 2000 werden deze klinknagels vervangen door bouten die veel steviger zijn.
De Golf IV werd tot oktober 2003 verkocht en werd daarna opgevolgd door de Golf V.

#### Golf GTI
Ook zijn van deze Golf een aantal GTI-versies met benzine en diesel motoren verschenen. De GTI werd tijdens introductie geleverd met de 1.8 20V turbomotor met 150 pk, later werd dit verhoogd naar 180 pk. Ook is er een GTI 25 Jahre Edition uitvoering leverbaar geweest in beperkte oplage met 210 pk. Verder is GTI als 5 cilinder leverbaar geweest met de 2,3 liter-VR5 motor met 170 pk. Dieselen kon met een 1.9 TDI dieselmotor, eerst met 115 pk en later met 150 pk.

#### Golf V6
De overtreffende trap van de GTI was de V6, een 2,8 liter-VR6 4Motion vierwielaandrijving met 204 pk. Deze was alleen leverbaar in de complete Highline uitvoering.

#### Golf R32

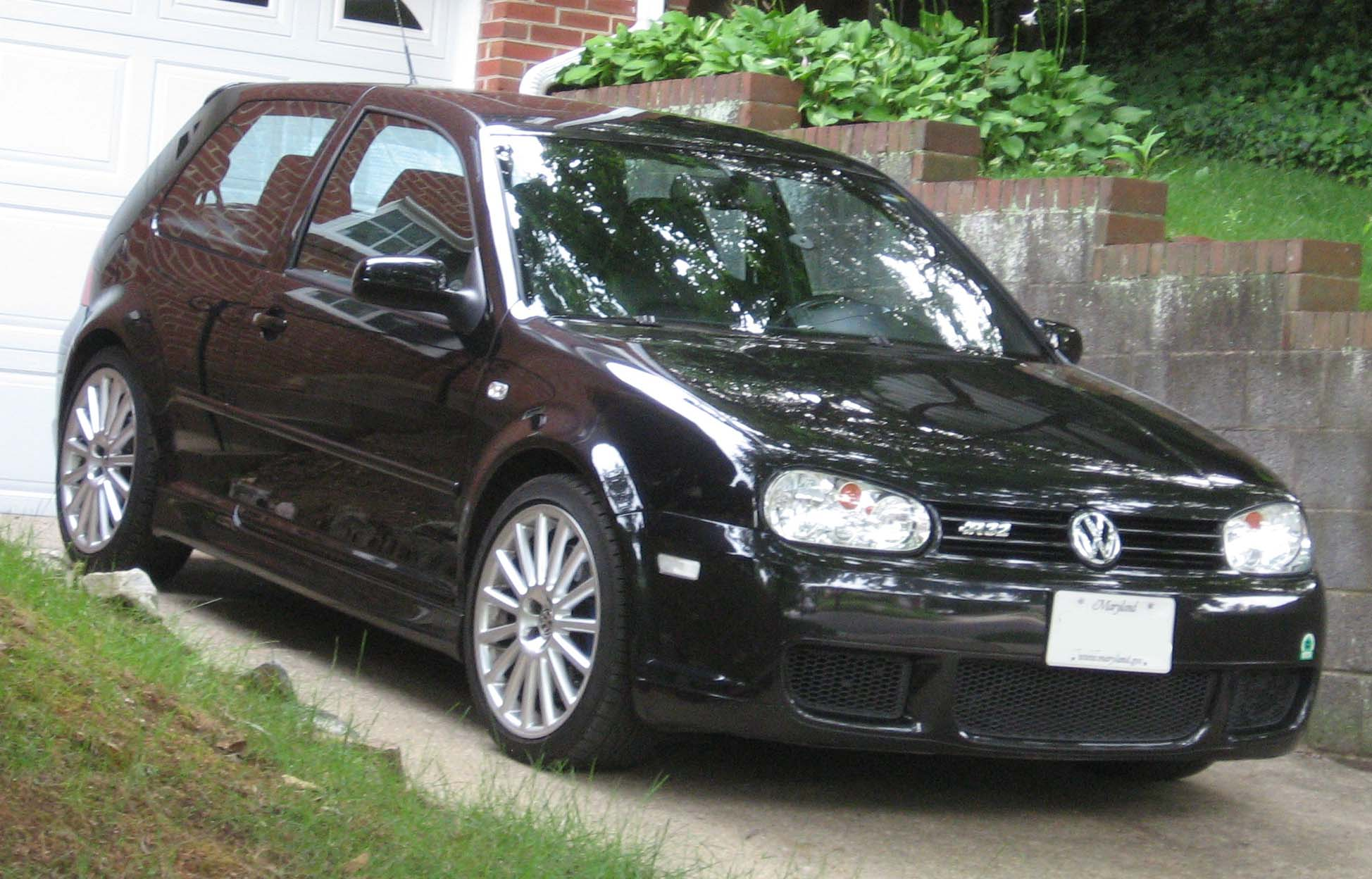
Volkswagen Golf IV R32

In juli 2002 verscheen een sportieve Golf R32. Het was Volkswagens eerste "R-model" en "32" representeert de cilinderinhoud. De R32 maakte gebruik van Volkswagens nieuwe 3,2-liter VR6-motor met 4 kleppen per cilinder die 241 pk en 320Nm-koppel leverde. De R32 heeft standaard 4Motion vierwielaandrijving en een handgeschakelde zesversnellingsbak. Een zes-traps-dsg-automaat was optioneel leverbaar. De VR6-motor maakte het mogelijk om in 6,0 seconden van 0 naar 100 km/u te sprinten. De wagen heeft een topsnelheid van 247 km/u.

### Actiemodellen
- Master Edition 2001-2002
- Master Edition Sport 2001-2002
- GTI 25 Jahre Edition 2001-2002 (model ten gevolg van 25-jarig bestaan Golf GTI)
- Oxford 2002-2003
- Ocean 2003-2004
- Pacific 2003-2004
- Turijn 2005-2006

### Motoren
Gegevens van de basismodellen:

#### Benzine
| Golf Hatchback             | Golf Hatchback | Golf Hatchback | Golf Hatchback | Golf Hatchback | Golf Hatchback | Golf Hatchback | Golf Hatchback | Golf Hatchback |
| Type                       | Motor          | Motor          | Motor          | Vermogen       | Koppel         | 0–100 km/h     | Topsnelheid    | Jaartal        |
| Type                       | Inhoud         | Cilinders      | Kleppen        | Vermogen       | Koppel         | 0–100 km/h     | Topsnelheid    | Jaartal        |
| -------------------------- | -------------- | -------------- | -------------- | -------------- | -------------- | -------------- | -------------- | -------------- |
| 1.4                        | 1.390 cm³      | 4-in-lijn      | 16V            | 75 pk          | 126 Nm         | 14,0 s         | 171 km/h       | 1997 - 2003    |
| 1.6 sr                     | 1.595 cm³      | 4-in-lijn      | 8V             | 100 pk         | 145 Nm         | 10,9 s         | 188 km/h       | 1997 - 2000    |
| 1.6                        | 1.595 cm³      | 4-in-lijn      | 8V             | 101 pk         | 148 Nm         | 12,7 s         | 185 km/h       | 2000 - 2003    |
| 1.6                        | 1.598 cm³      | 4-in-lijn      | 16V            | 105 pk         | 148 Nm         | 10,8 s         | 192 km/h       | 1999 - 2003    |
| 1.6 FSI                    | 1.598 cm³      | 4-in-lijn      | 16V            | 110 pk         | 155 Nm         | 10,6 s         | 194 km/h       | 2001 - 2003    |
| 1.8                        | 1.781 cm³      | 4-in-lijn      | 20V            | 125 pk         | 170 Nm         | 9,9 s          | 201 km/h       | 1998 - 1999    |
| 1.8 T                      | 1.781 cm³      | 4-in-lijn      | 20V            | 150 pk         | 210 Nm         | 8,5 s          | 216 km/h       | 1998 - 2002    |
| 1.8 T GTI                  | 1.781 cm³      | 4-in-lijn      | 20V            | 180 pk         | 235 Nm         | 7,9 s          | 222 km/h       | 2002 - 2003    |
| 1.8 T GTI 25 Jahre Edition | 1.781 cm³      | 4-in-lijn      | 20V            | 210 pk         | 300 Nm         | 7,4 s          | 228 km/h       | 2001 - 2002    |
| 2.0                        | 1.984 cm³      | 4-in-lijn      | 8V             | 115 pk         | 170 Nm         | 10,5 s         | 195 km/h       | 1999 - 2003    |
| 2.3 Vr5                    | 2.324 cm³      | VR5            | 10V            | 150 pk         | 205 Nm         | 8,8 s          | 216 km/h       | 1998 - 2000    |
| 2.3 V5                     | 2.324 cm³      | VR5            | 20V            | 170 pk         | 225 Nm         | 8,2 s          | 224 km/h       | 2000 - 2003    |
| 2.8 V6 4Motion             | 2.792 cm³      | VR6            | 24V            | 204 pk         | 270 Nm         | 7,1 s          | 235 km/h       | 1999 - 2003    |
| 3.2 R32 4Motion            | 3.189 cm³      | VR6            | 24V            | 241 pk         | 320 Nm         | 6,6 s          | 247 km/h       | 2002 - 2003    |

| Golf Variant | Golf Variant | Golf Variant | Golf Variant | Golf Variant | Golf Variant | Golf Variant | Golf Variant | Golf Variant |
| Type         | Motor        | Motor        | Motor        | Vermogen     | Koppel       | 0–100 km/h   | Topsnelheid  | Jaartal      |
| Type         | Inhoud       | Cilinders    | Kleppen      | Vermogen     | Koppel       | 0–100 km/h   | Topsnelheid  | Jaartal      |
| ------------ | ------------ | ------------ | ------------ | ------------ | ------------ | ------------ | ------------ | ------------ |
| 1.4          | 1.390 cm³    | 4-in-lijn    | 16V          | 75 pk        | 128 Nm       | 15,2 s       | 171 km/h     | 1999 - 2006  |
| 1.6 sr       | 1.595 cm³    | 4-in-lijn    | 8V           | 100 pk       | 145 Nm       | 11,9 s       | 188 km/h     | 1999 - 2000  |
| 1.6          | 1.595 cm³    | 4-in-lijn    | 8V           | 101 pk       | 148 Nm       | 13,0 s       | 185 km/h     | 2000 - 2006  |
| 1.6          | 1.598 cm³    | 4-in-lijn    | 16V          | 105 pk       | 148 Nm       | 11,5 s       | 192 km/h     | 2000 - 2006  |
| 1.6 FSI      | 1.598 cm³    | 4-in-lijn    | 16V          | 110 pk       | 155 Nm       | 11,7 s       | 194 km/h     | 2003 - 2006  |
| 2.0          | 1.984 cm³    | 4-in-lijn    | 8V           | 115 pk       | 170 Nm       | 11,4s        | 195 km/h     | 1999 - 2006  |

#### Diesel
| Golf Hatchback | Golf Hatchback | Golf Hatchback | Golf Hatchback | Golf Hatchback | Golf Hatchback | Golf Hatchback | Golf Hatchback | Golf Hatchback |
| Type           | Motor          | Motor          | Motor          | Vermogen       | Koppel         | 0–100 km/h     | Topsnelheid    | Jaartal        |
| Type           | Inhoud         | Cilinders      | Kleppen        | Vermogen       | Koppel         | 0–100 km/h     | Topsnelheid    | Jaartal        |
| -------------- | -------------- | -------------- | -------------- | -------------- | -------------- | -------------- | -------------- | -------------- |
| 1.9 SDI        | 1.896 cm³      | 4-in-lijn      | 8V             | 68 pk          | 133 Nm         | 17,2 s         | 160 km/h       | 1998 - 2003    |
| 1.9 TDI        | 1.896 cm³      | 4-in-lijn      | 8V             | 90 pk          | 210 Nm         | 12,4 s         | 180 km/h       | 1998 - 2001    |
| 1.9 TDI        | 1.896 cm³      | 4-in-lijn      | 8V             | 100 pk         | 240 Nm         | 11,3 s         | 188 km/h       | 2001 - 2003    |
| 1.9 TDI        | 1.896 cm³      | 4-in-lijn      | 8V             | 110 pk         | 235 Nm         | 10,6 s         | 193 km/h       | 1997 - 2001    |
| 1.9 TDI        | 1.896 cm³      | 4-in-lijn      | 8V             | 115 pk         | 285 Nm         | 10,3 s         | 195 km/h       | 1999 - 2001    |
| 1.9 TDI        | 1.896 cm³      | 4-in-lijn      | 8V             | 130 pk         | 310 Nm         | 9,6 s          | 205 km/h       | 2001 - 2003    |
| 1.9 TDI        | 1.896 cm³      | 4-in-lijn      | 8V             | 150 pk         | 320 Nm         | 8,6 s          | 216 km/h       | 2000 - 2003    |

| Golf Variant | Golf Variant | Golf Variant | Golf Variant | Golf Variant | Golf Variant | Golf Variant | Golf Variant | Golf Variant            |
| Type         | Motor        | Motor        | Motor        | Vermogen     | Koppel       | 0–100 km/h   | Topsnelheid  | Jaartal                 |
| Type         | Inhoud       | Cilinders    | Kleppen      | Vermogen     | Koppel       | 0–100 km/h   | Topsnelheid  | Jaartal                 |
| ------------ | ------------ | ------------ | ------------ | ------------ | ------------ | ------------ | ------------ | ----------------------- |
| 1.9 SDI      | 1.896 cm³    | 4-in-lijn    | 8V           | 68 pk        | 133 Nm       | 18,5 s       | 160 km/h     | 1999 - 2006             |
| 1.9 TDI      | 1.896 cm³    | 4-in-lijn    | 8V           | 90 pk        | 210 Nm       | 13,1 s       | 180 km/h     | 1999 - 2002 & 2004-2006 |
| 1.9 TDI      | 1.896 cm³    | 4-in-lijn    | 8V           | 100 pk       | 240 Nm       | 12,7 s       | 188 km/h     | 2001 - 2006             |
| 1.9 TDI      | 1.896 cm³    | 4-in-lijn    | 8V           | 110 pk       | 235 Nm       | 11,3 s       | 193 km/h     | 1999 - 2001             |
| 1.9 TDI      | 1.896 cm³    | 4-in-lijn    | 8V           | 115 pk       | 285 Nm       | 11,1 s       | 195 km/h     | 1999 - 2001             |
| 1.9 TDI      | 1.896 cm³    | 4-in-lijn    | 8V           | 130 pk       | 310 Nm       | 10,5 s       | 205 km/h     | 2001 - 2006             |

## Golf V (2004-2008)

### Kenmerken
De vijfde generatie van de Golf werd onthuld op de Frankfurt Motor Show in oktober 2003. De auto werd gebouwd op het Volkswagen A5 (PQ35) platform en was het begin van een nieuwe generatie Volkswagens. In Noord-Amerika werd de auto geïntroduceerd in juni 2006 onder de naam Rabbit. De Golf is bij introductie van de vijfde generatie 29 jaar te koop, en Volkswagen heeft 22 miljoen exemplaren ervan geproduceerd tot aan november 2003. De Golf wordt geproduceerd op drie locaties; Wolfsburg, Brussel en Zuid-Afrika. De Golf V is standaard voorzien van twee front-airbags, twee zij-airbags en hoofdzij-airbags. Bovendien zijn de voorstoelen voorzien van actieve anti-whiplash hoofdsteunen met reactievertragend schuim. De auto is voorzien van een hoogteverstelling van de stuurkolom om bij een aanrijding de belasting borstkas van de bestuurder te reduceren. Ook worden bij een aanrijding de pedalen mechanisch weggekanteld uit de gevarenzone. Verder heeft de Golf V een anti-blokkeer-systeem ABS, elektronisch differentiaalsper EDS, aandrijf-slip-regeling ASR en elektronisch ondersteunde besturing EPS. Bovendien is de Golf V standaard voorzien van twee 'Seat-Belt-Reminders'.

#### Volkswagen Golf Plus
De Golf Plus staat op basis van de Golf, maar heeft een wat afwijkende carrosserie en biedt wat meer ruimte dan deze. Het model kwam in 2005 op de markt. De auto is voorzien van 5 deuren en een verschuifbare achterbank. De stoelen hebben een hogere zitpositie dan de standaard Golf. De auto heeft de beschikking over een beperkt aantal leverbare motoren ten opzichte van het standaardmodel. De Golf Plus zou oorspronkelijk de vervanger zijn voor de Golf Variant, maar na aanhoudende vraag uit de markt voor een station-variant van de Golf kwam deze later ook beschikbaar. De maximumsnelheid is 195 kilometer per uur.

#### Volkswagen Touran
De Touran is een midi-MPV, gebaseerd op onderstel van de Golf. De auto is desgewenst in 5 of 7-zits uitvoering te verkrijgen. Motoren lopen grotendeels gelijk aan de Golf. De Volkswagen Touran werd in 2003 geïntroduceerd. De auto vult het gat op tussen de Volkswagen Golf Plus en de Volkswagen Sharan. Daardoor heeft Volkswagen MPV's in verschillende klassen; Fox, Golf Plus, Touran, Sharan en de 7-persoons Multivan.

#### Volkswagen Golf Variant
De Volkswagen Golf Variant werd gepresenteerd op de Geneva Motor Show in maart 2007. Ook voor de Golf Variant geldt dat deze vrijwel gelijk loopt qua uitrustingsniveau, motoren en opties als de Golf. De Golf Variant kreeg de neus van de Jetta en heet in sommige markten Jetta SportWagon. In Mexico heet de auto Vartian.

#### Volkswagen Eos
De Eos, geïntroduceerd in 2006 is een cabriolet met een stalen-kapconstructie en een schuifdak daarin. De Eos is vernoemd naar de Griekse godin van de dageraad. Volkswagen zet de auto in de markt als Coupe Cabriolet. Hoewel de Eos niet Golf Cabriolet heet, is de Eos grotendeels gelijk aan de Golf. De Eos deelt echter geen delen van het exterieur met de Golf, maar is toch grotendeels gelijk met motorenaanbod aan de Golf.

#### Volkswagen Golf GTI en R32

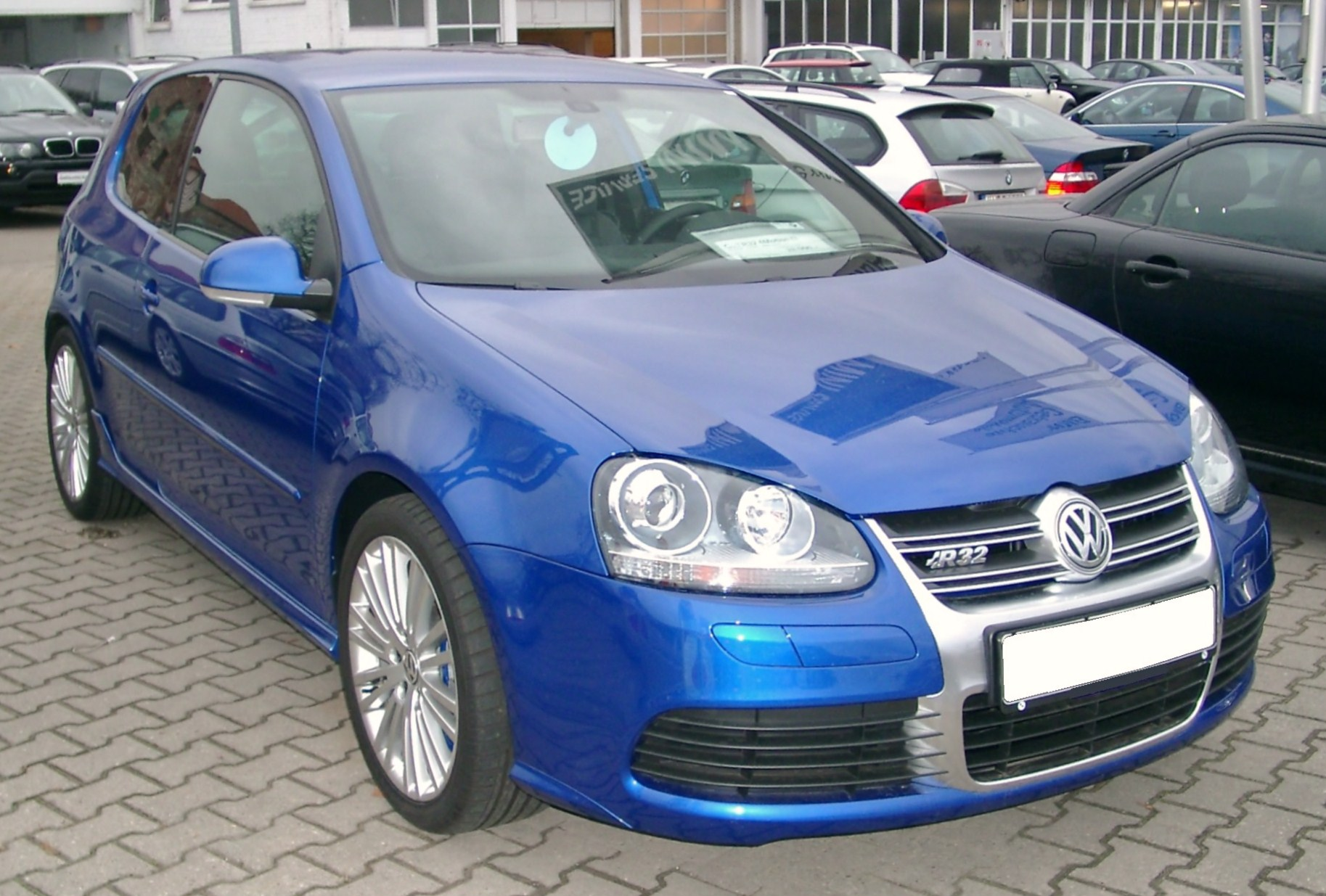
Volkswagen Golf V R32

In december 2004 kwam de GTI-versie van deze Golf op de markt. Hij heeft een 2,0 liter-zestienkleps turbo FSI turbomotor. De 2.0 TFSI levert 200 pk en 280Nm-koppel. De GTI kan als 3- en 5-deurs besteld worden en bij de transmissie kan er gekozen worden uit een handgeschakelde zesversnellingsbak of een zestraps-DSG-automaat.
De R32 werd in 2005 op de IAA in Frankfurt geïntroduceerd, en op 17 november 2005 kwam hij ook op de markt in Nederland. De nieuwe Golf R32 heeft een 250 pk sterke 3,2-liter VR6, die standaard is gekoppeld aan een handgeschakelde zesversnellingsbak en het 4Motion vierwielaandrijfsysteem. Die combinatie is goed voor een topsnelheid van 250 km/h en een sprint van 0–100 km/h in 6,5 seconden. Met de optionele DSG-versnellingsbak met dubbele koppeling is die sprinttijd zelfs maar 6,1 seconden.
Andere R32-kenmerken zijn de 20-spaaks 18-inch lichtmetalen velgen met 225/40 banden en de grote remschijven (voor 345 mm, achter 310 mm) met blauwe remklauwen. Daarnaast heeft de R32 een extra sportief afgestemd en verlaagd (20 mm) onderstel. Aan de achterkant is een R32 goed herkenbaar aan de twee centraal in het midden geplaatste uitlaten.

#### Volkswagen Golf GT

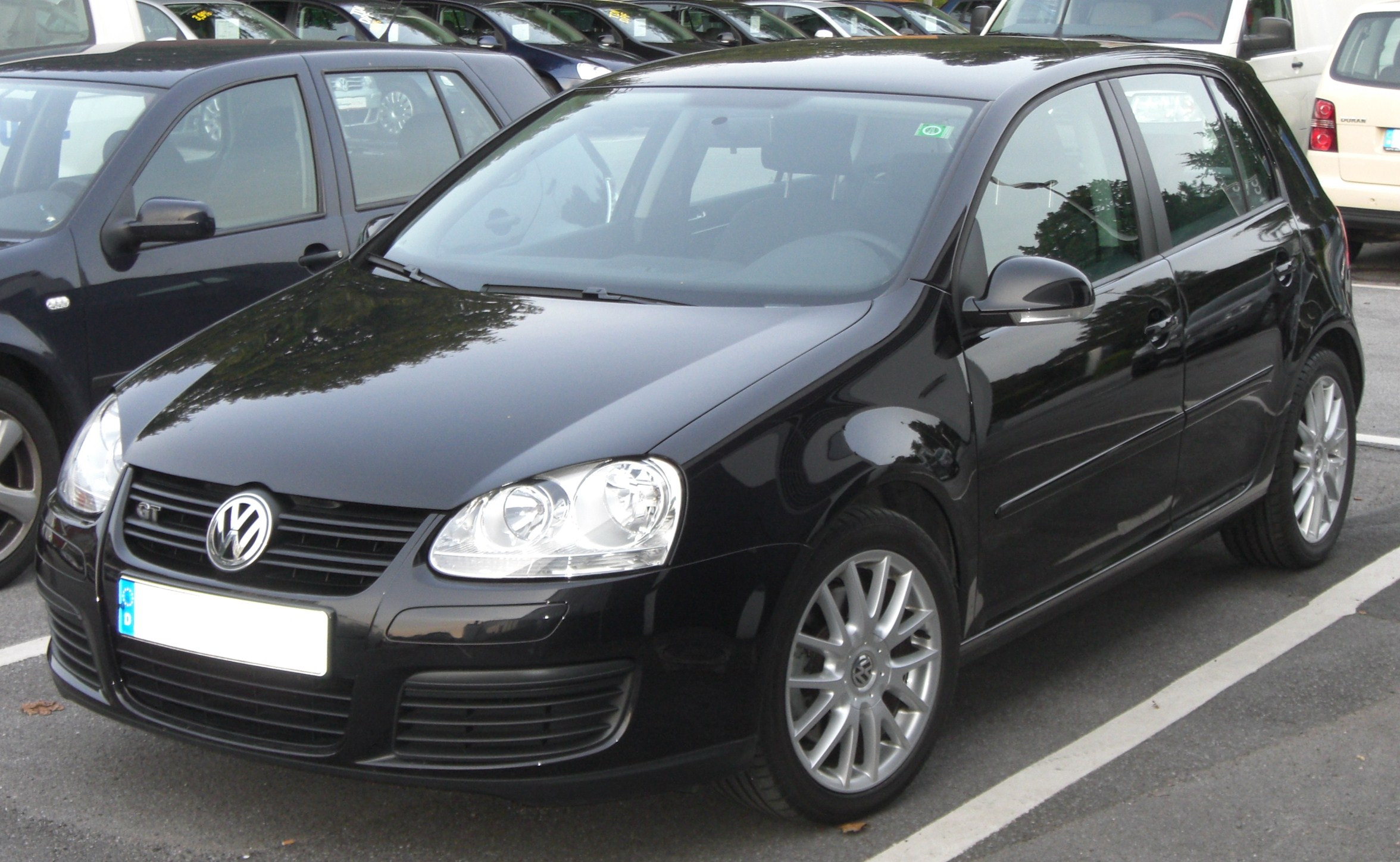
Volkswagen Golf V GT

De Golf GT is er zowel in benzine- als in dieselvariant, beide met 170 pk. De GT debuteerde in 2006 met Volkswagens eerste twincharged TSI-motor, een 1,4 liter-viercilindermotor die voorzien was van zowel een turbo als een mechanische compressor. Het resultaat was dat de 1.4 TSI een vermogen heeft van 170 pk en een koppel van 240 Nm. Daarnaast had de motor vier kleppen per cilinder en directe benzine-inspuiting (FSI).
De andere motor die beschikbaar was voor de GT is de 2,0 liter-TDI met 170 pk en 350 Nm. Dit is de krachtigste versie van de 2.0 TDI en is voorzien van pompverstuiver-techniek met een verhoogde druk naar 2200 bar en piëzo-injectoren. De 2.0 TDI wordt ook gebruikt in de Volkswagen Endurance Cup.
In 2006 werd de naam "GT" gewijzigd in "GT Sport" waarbij de GT- en sportline-versies kwamen te vervallen. De GT Sport is in tegenstelling tot de GT ook met bijna alle motoren beschikbaar.

#### Edition 30 en 240

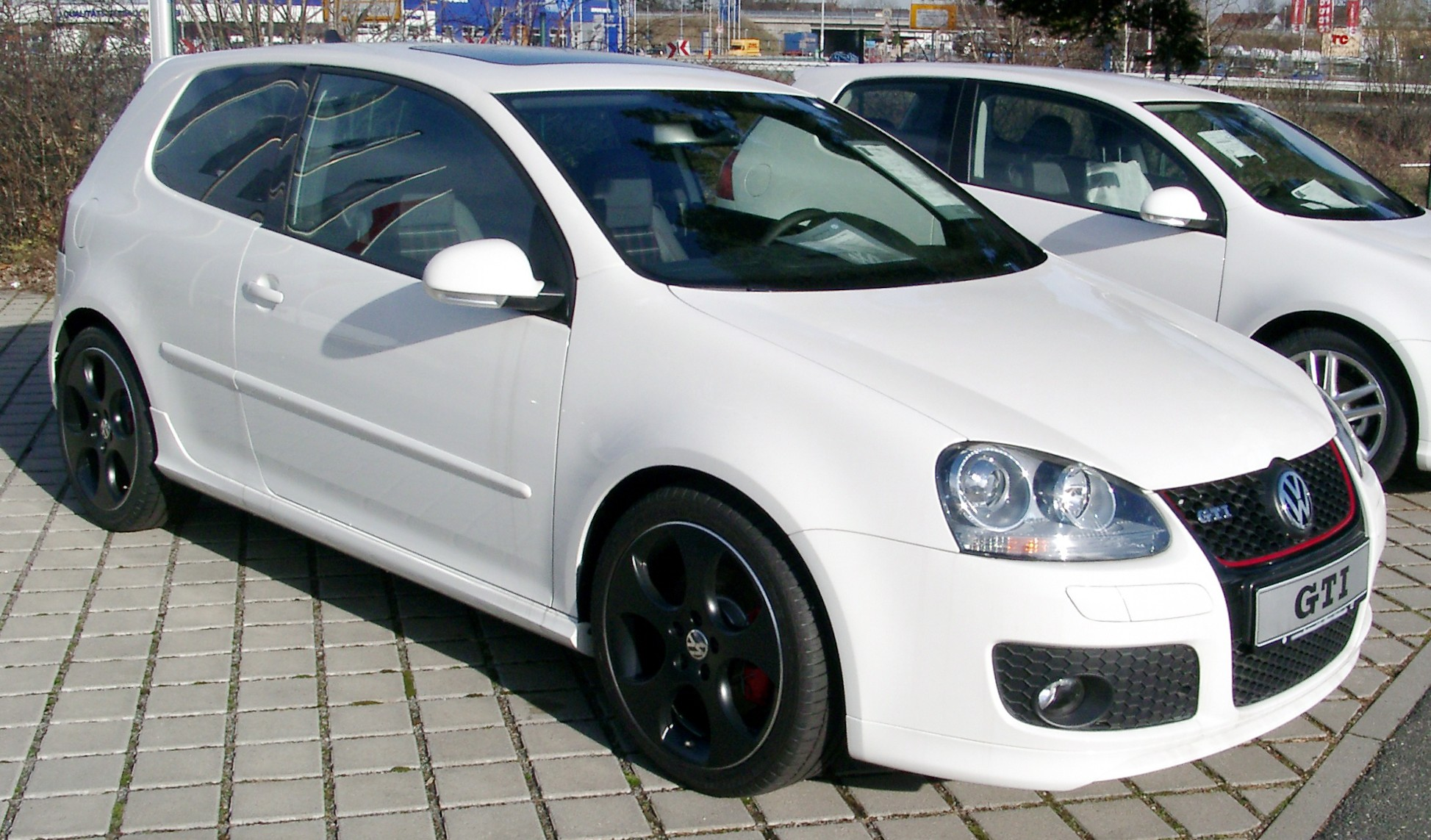
Volkswagen Golf V GTI Edition 30

In 2007 verscheen de Golf GTI Edition 30 ter ere van het dertigjarige bestaan van de Golf GTI. De Edition 30 heeft een doorontwikkelde versie van de 2.0 TFSI-motor uit de gewone GTI. Het vermogen steeg met 30 pk naar 230 pk. Er zijn slechts vijftig exemplaren van deze Golf naar Nederland gehaald. De Edition 30 beschikt overigens hiermee over het motorblok dat in de Audi S3 wordt geleverd en in die auto 265 pk levert. In 2008 heeft de Nederlandse VW importeur Pon een speciale afscheidsversie samengesteld. De Golf GTI Limited Edition 240. De Edition 240 heeft 10 pk meer, namelijk 240 pk, en een beperkte oplage van driehonderd exemplaren. Hier betreft het echter een door ABT gechipt blok uit de gewone GTI. Tevens is het uitrustingsniveau lager en betreft het de op voorraad staande Golf GTI's die voor de gelegenheid zijn gechipt. Dit verklaart ook het prijsverschil.

### Actiemodellen
- Businessline 2005-2006
- Turijn 2005-2006
- Business 2006-2008
- Optive 2006
- Optive 2 2006-2007
- Optive 3 2007
- 60 Editon 2007 (model ten gevolg van 60 jaar VW in Nederland)
- GTI Edition 30 2007-2008 (model ten gevolg van 30-jarig bestaan Golf GTI)
- Optive 4 2007-2008
- United 2008
- GTI Limited Edition 240 2008 (model ten gevolg van afscheid Golf 5 GTI)

### Motoren
Gegevens van de basismodellen:

#### Benzine
| Golf Hatchback              | Golf Hatchback | Golf Hatchback | Golf Hatchback | Golf Hatchback | Golf Hatchback | Golf Hatchback | Golf Hatchback | Golf Hatchback |
| Type                        | Motor          | Motor          | Motor          | Vermogen       | Koppel         | 0–100 km/h     | Topsnelheid    | Jaartal        |
| Type                        | Inhoud         | Cilinders      | Kleppen        | Vermogen       | Koppel         | 0–100 km/h     | Topsnelheid    | Jaartal        |
| --------------------------- | -------------- | -------------- | -------------- | -------------- | -------------- | -------------- | -------------- | -------------- |
| 1.4                         | 1.390 cm³      | 4-in-lijn      | 16V            | 75 pk          | 126 Nm         | 14,7 s         | 164 km/h       | 2003 - 2006    |
| 1.4                         | 1.390 cm³      | 4-in-lijn      | 16V            | 80 pk          | 132 Nm         | 13,9 s         | 168 km/h       | 2006 - 2008    |
| 1.4 FSI                     | 1.390 cm³      | 4-in-lijn      | 16V            | 90 pk          | 130 Nm         | 12,9 s         | 174 km/h       | 2003 - 2004    |
| 1.6                         | 1.595 cm³      | 4-in-lijn      | 8V             | 102 pk         | 148 Nm         | 11,4 s         | 184 km/h       | 2004 - 2008    |
| 1.6 FSI                     | 1.598 cm³      | 4-in-lijn      | 16V            | 115 pk         | 155 Nm         | 10,8 s         | 192 km/h       | 2003 - 2008    |
| 1.4 TSI                     | 1.390 cm³      | 4-in-lijn      | 16V            | 122 pk         | 200 Nm         | 9,4 s          | 197 km/h       | 2007 - 2008    |
| 1.4 TSI                     | 1.390 cm³      | 4-in-lijn      | 16V            | 140 pk         | 220 Nm         | 8,8 s          | 205 km/h       | 2005 - 2008    |
| 2.0 FSI                     | 1.984 cm³      | 4-in-lijn      | 16V            | 150 pk         | 200 Nm         | 8,8 s          | 209 km/h       | 2004 - 2007    |
| 1.4 TSI GT                  | 1.390 cm³      | 4-in-lijn      | 16V            | 170 pk         | 240 Nm         | 7,9 s          | 220 km/h       | 2005 - 2008    |
| 2.0 GTI                     | 1.984 cm³      | 4-in-lijn      | 16V            | 200 pk         | 280 Nm         | 7,2 s          | 235 km/h       | 2004 - 2008    |
| 2.0 GTI Edition 30          | 1.984 cm³      | 4-in-lijn      | 16V            | 230 pk         | 300 Nm         | 6,8 s          | 245 km/h       | 2007 - 2008    |
| 2.0 GTI Limited Edition 240 | 1.984 cm³      | 4-in-lijn      | 16V            | 240 pk         | 330 Nm         | 6,7 s          | 241 km/h       | 2008           |
| 3.2 R32 4Motion             | 3.189 cm³      | VR6            | 24V            | 250 pk         | 320 Nm         | 6,5 s          | 250 km/h       | 2005 - 2008    |

| Golf Variant | Golf Variant | Golf Variant | Golf Variant | Golf Variant | Golf Variant | Golf Variant | Golf Variant | Golf Variant |
| Type         | Motor        | Motor        | Motor        | Vermogen     | Koppel       | 0–100 km/h   | Topsnelheid  | Jaartal      |
| Type         | Inhoud       | Cilinders    | Kleppen      | Vermogen     | Koppel       | 0–100 km/h   | Topsnelheid  | Jaartal      |
| ------------ | ------------ | ------------ | ------------ | ------------ | ------------ | ------------ | ------------ | ------------ |
| 1.4          | 1.390 cm³    | 4-in-lijn    | 16V          | 80 pk        | 132 Nm       | 14,9 s       | 168 km/h     | 2007 - 2009  |
| 1.6          | 1.595 cm³    | 4-in-lijn    | 8V           | 102 pk       | 148 Nm       | 12,3 s       | 184 km/h     | 2007 - 2009  |
| 1.4 TSI      | 1.390 cm³    | 4-in-lijn    | 16V          | 122 pk       | 200 Nm       | 9,8 s        | 197 km/h     | 2007 - 2009  |
| 1.4 TSI      | 1.390 cm³    | 4-in-lijn    | 16V          | 140 pk       | 220 Nm       | 9,5 s        | 205 km/h     | 2007 - 2008  |
| 1.4 TSI GT   | 1.390 cm³    | 4-in-lijn    | 16V          | 160 pk       | 240 Nm       | 8,5 s        | 220 km/h     | 2008 - 2009  |
| 1.4 TSI GT   | 1.390 cm³    | 4-in-lijn    | 16V          | 170 pk       | 240 Nm       | 8,5 s        | 220 km/h     | 2007 - 2008  |

#### Diesel
| Golf Hatchback     | Golf Hatchback | Golf Hatchback | Golf Hatchback | Golf Hatchback | Golf Hatchback | Golf Hatchback | Golf Hatchback | Golf Hatchback |
| Type               | Motor          | Motor          | Motor          | Vermogen       | Koppel         | 0–100 km/h     | Topsnelheid    | Jaartal        |
| Type               | Inhoud         | Cilinders      | Kleppen        | Vermogen       | Koppel         | 0–100 km/h     | Topsnelheid    | Jaartal        |
| ------------------ | -------------- | -------------- | -------------- | -------------- | -------------- | -------------- | -------------- | -------------- |
| 2.0 SDI            | 1.968 cm³      | 4-in-lijn      | 8V             | 75 pk          | 140 Nm         | 16,7 s         | 163 km/h       | 2004 - 2008    |
| 1.9 TDI            | 1.896 cm³      | 4-in-lijn      | 8V             | 90 pk          | 210 Nm         | 12,9 s         | 176 km/h       | 2004 - 2008    |
| 1.9 TDI            | 1.896 cm³      | 4-in-lijn      | 8V             | 105 pk         | 250 Nm         | 11,3 s         | 187 km/h       | 2003 - 2008    |
| 1.9 TDI BlueMotion | 1.896 cm³      | 4-in-lijn      | 8V             | 105 pk         | 250 Nm         | 11,3 s         | 190 km/h       | 2008 - 2008    |
| 2.0 TDI            | 1.968 cm³      | 4-in-lijn      | 16V            | 136 pk         | 320 Nm         | 9,4 s          | 203 km/h       | 2003 - 2008    |
| 2.0 TDI            | 1.968 cm³      | 4-in-lijn      | 8V             | 136 pk         | 320 Nm         | 9,4 s          | 203 km/h       | 2003 - 2008    |
| 2.0 TDI            | 1.968 cm³      | 4-in-lijn      | 16V            | 140 pk         | 320 Nm         | 9,3 s          | 203 km/h       | 2003 - 2008    |
| 2.0 TDI            | 1.968 cm³      | 4-in-lijn      | 8V             | 140 pk         | 320 Nm         | 9,3 s          | 203 km/h       | 2003 - 2008    |
| 2.0 TDI GT         | 1.968 cm³      | 4-in-lijn      | 16V            | 170 pk         | 350 Nm         | 8,2 s          | 220 km/h       | 2006 - 2008    |

| Golf Variant       | Golf Variant | Golf Variant | Golf Variant | Golf Variant | Golf Variant | Golf Variant | Golf Variant | Golf Variant |
| Type               | Motor        | Motor        | Motor        | Vermogen     | Koppel       | 0–100 km/h   | Topsnelheid  | Jaartal      |
| Type               | Inhoud       | Cilinders    | Kleppen      | Vermogen     | Koppel       | 0–100 km/h   | Topsnelheid  | Jaartal      |
| ------------------ | ------------ | ------------ | ------------ | ------------ | ------------ | ------------ | ------------ | ------------ |
| 1.9 TDI            | 1.896 cm³    | 4-in-lijn    | 8V           | 105 pk       | 250 Nm       | 11,9 s       | 187 km/h     | 2007 - 2009  |
| 1.9 TDI BlueMotion | 1.896 cm³    | 4-in-lijn    | 8V           | 105 pk       | 250 Nm       | 11,9 s       | 189 km/h     | 2008 - 2009  |
| 2.0 TDI            | 1.968 cm³    | 4-in-lijn    | 8V           | 136 pk       | 320 Nm       | 9,9 s        | 204 km/h     | 2007 - 2009  |
| 2.0 TDI            | 1.968 cm³    | 4-in-lijn    | 8V           | 140 pk       | 320 Nm       | 9,8 s        | 205 km/h     | 2007 - 2008  |
| 2.0 TDI            | 1.968 cm³    | 4-in-lijn    | 8V           | 140 pk       | 320 Nm       | 9,7 s        | 205 km/h     | 2008 - 2009  |

## Golf VI (2008-2012)

### Kenmerken

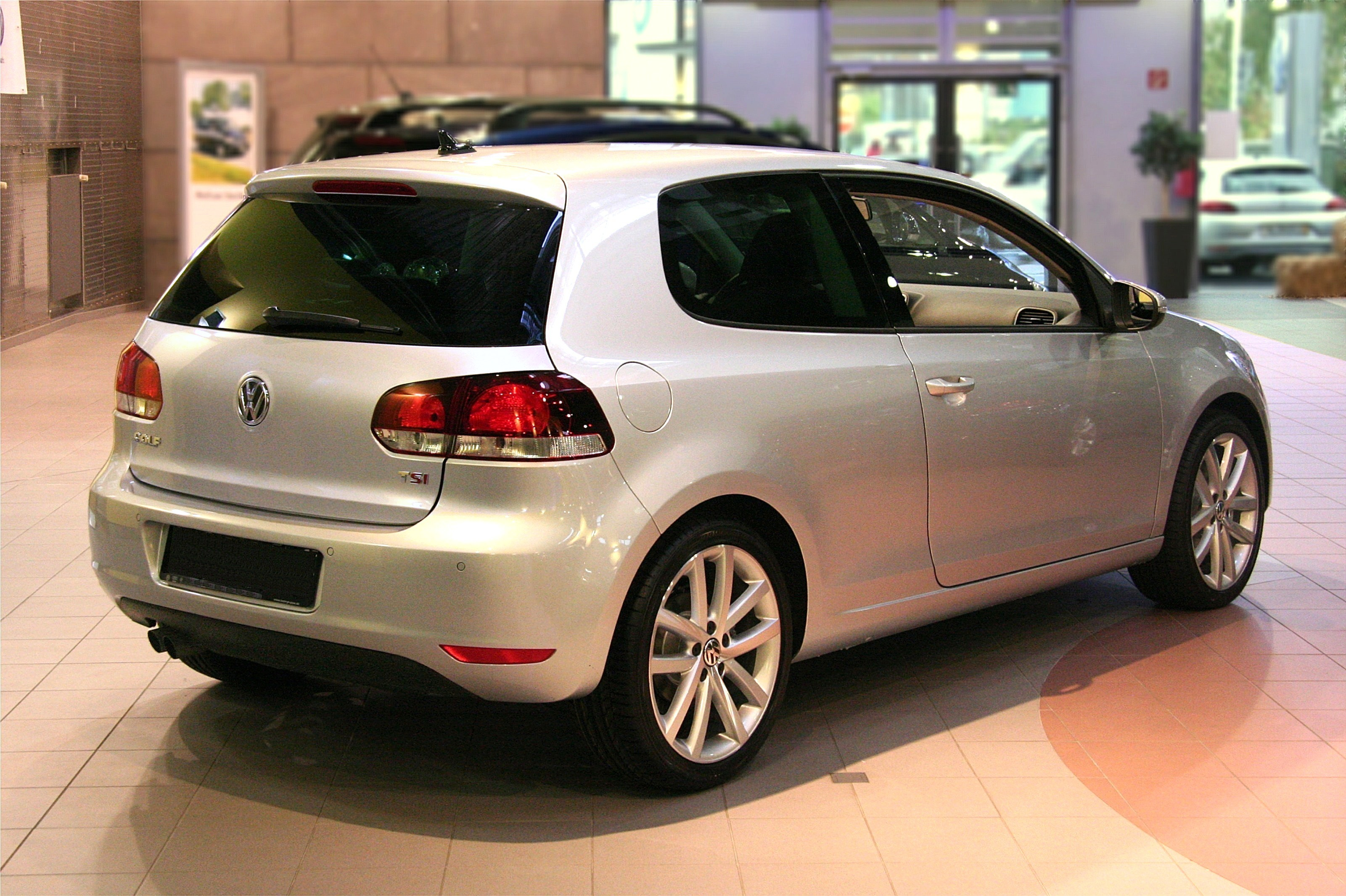
Golf VI

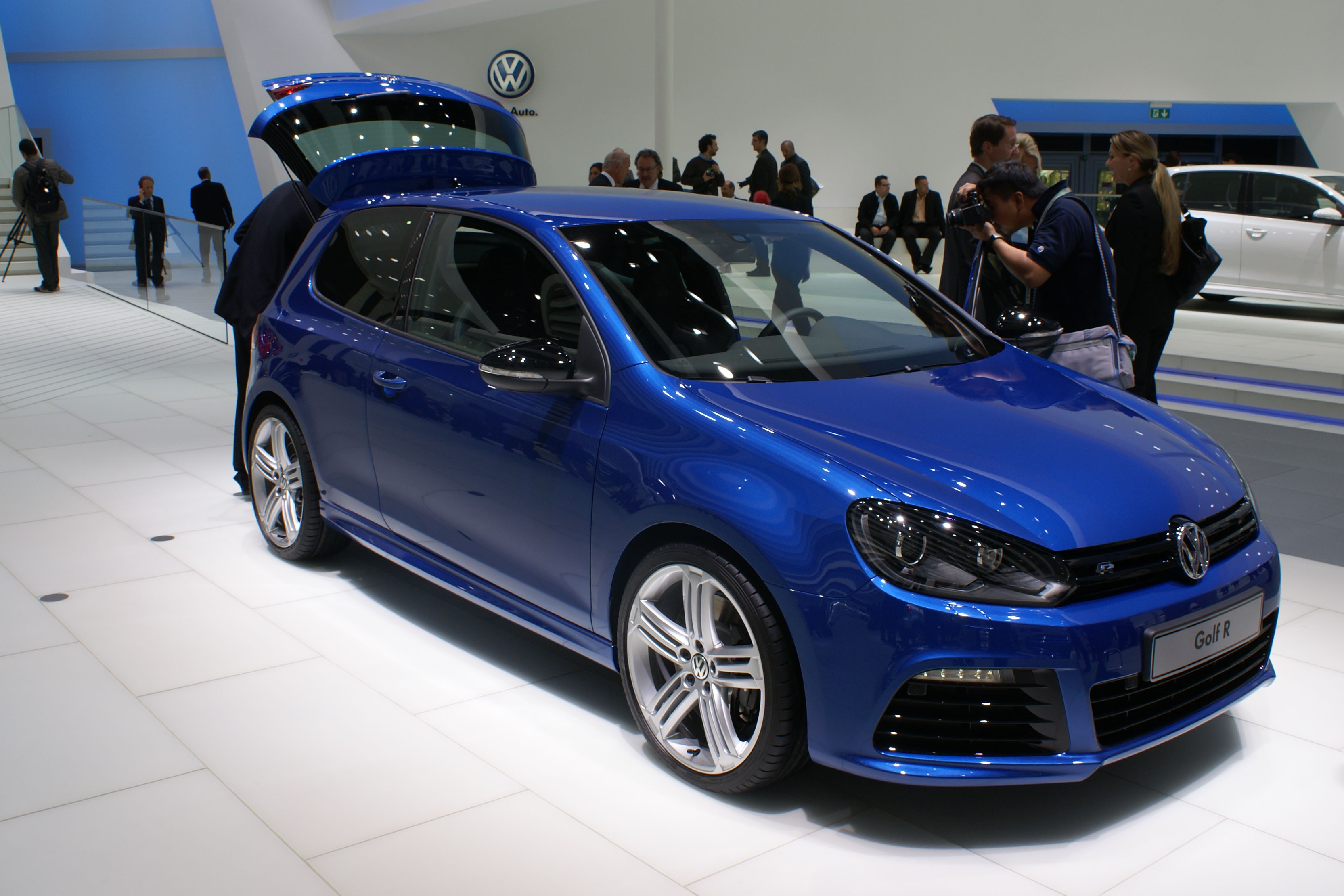
Golf VI R

In oktober 2008 kwam de Golf VI uit. Hij werd op de autosalon van Parijs, die in oktober 2008 gehouden werd, gepresenteerd. De buiten- en binnenafmetingen van de Golf verschilden nauwelijks van de vorige versie van de Golf. In deze Golf waren de volgende opties voor het eerst verkrijgbaar: een adaptief onderstel (Dynamic Drive Control), adaptieve cruise control, led-dagrijverlichting en led-achterlichttechniek. De benzine-uitvoeringen zijn er in 1.4 80 pk, 1.2 TSI 85 pk, 1.6 102 pk, 1.2 TSI 105 pk, 1.4 TSI 122 pk en 1.4 TSI 160 pk. Van de dieselversie waren er bij de introductie twee beschikbaar: een 2.0 TDI met 110 pk en 140 pk. Later kwamen een 1.6 TDI 90 pk, 1.6 TDI BlueMotion en BlueMotion Technology daarbij. De oude 8-kleps-1.6 102 pk motor is bij de introductie nog wel leverbaar, maar per augustus 2009 alleen nog leverbaar als BiFuel-uitvoering. In de Verenigde Staten is er alleen een 2.5 5 cilinder beschikbaar met 170pk en de GTI met 210pk. De dieselaars kunnen er alleen terecht voor de 2.0 diesel met 140pk. Om de Golf op de andere Volkswagen-modellen te laten lijken qua achterlichten, zijn er als meeruitvoering led-achterlichten beschikbaar op Highline-versies. Enkele maanden na zijn werelddebut werd de Golf VI verkozen tot 'World Car of the Year'.
Op het jaarlijkse GTI-treffen in Wörthersee werden in 2011 de Golf Cabriolet GTI en de Golf Cabriolet R voorgesteld. Beide uitvoeringen behouden het vermogen van de standaarduitvoeringen.
In zijn beginperiode is de Golf VI tijdelijk leverbaar geweest met een 2.0 TDI-motor van 110 pk voor het bedrag van de 1.6 TDI. Dit omdat die laatste nog niet gereed was voor productie. In 2009 is deze motor vervangen voor de 1.6 TDI van 105 pk.
De 1.6 102 pk versie is sinds augustus 2009 niet meer leverbaar. De productie werd gestopt wegens strengere emissie-eisen in Europa voor CO2. Hiervoor in de plaats kwam eind 2009 een zuinigere en schonere 1.2 TSI met 105 pk. De 1.6-motor bleef leverbaar als BiFuel met een af fabriek geleverde lpg-installatie.
De Golf VI GTI is sinds de zomer van 2009 leverbaar met 2.0 TSI motor met 211 pk en een koppel van 280 nm van 1.700 tot 5.200 t/min. Later werd de Golf VI GTD geïntroduceerd, die aangeduid wordt als de dieselversie van de GTI. Deze auto heeft een 2.0 TDI Common Rail diesel onder de kap met 170 pk en 350 nm koppel.
In juni 2009 kwam er een actiemodel op de markt onder de naam Golf Limited Edition 18T voorzien van een 1.8 TSI-motor van 160 pk. Van deze 1.8T werden 250 modellen gemaakt omdat Volkswagen de levering van de 1.4 TSI met gelijk vermogen tijdelijk niet aankon. De Limited Edition 1.8T was voorzien van een C-label, en de 1.4 TSI 160 pk van een B-label, en daarom compenseerde de Nederlandse importeur dit prijsverschil van 700 euro in een korting op de fabrieksopties op deze auto. De Golf Limited Edition 18T was leverbaar in de Comfortline en Highline uitvoering. Dit was altijd een vijfdeurs uitvoering, standaard voorzien van metallic lak, licht-en zichtpakket en mistlampen voor.
Het topmodel werd op de IAA in september gepresenteerd onder de naam Golf R. De R is in tegenstelling tot zijn voorgangers niet meer voorzien van een zescilinder, maar een 2.0 TSI-viercilinder turbomotor van 270 pk en 350 Nm koppel. De vierwielaandrijving waarmee de Golf R standaard is uitgerust is niet langer het 4-motionsysteem van Volkswagen, maar het vierwielaandrijvingssysteem dat gebruikt wordt door Audi in de S3. De Golf R is te herkennen aan zijn nieuwe bumpers, velgen en led-achterlichten. De led-achterlichten van de R kwamen later ook beschikbaar op de Highline, GTI en GTD.
Vanaf maart 2013 was het niet meer mogelijk in Nederland een Golf Variant type 6 te bestellen. Vrij snel hierna kwam de Golf Variant generatie 7 beschikbaar.

### Golf Cabriolet
De Volkswagen Golf Cabriolet is gebaseerd op de Volkswagen Golf en deelt zijn techniek en de kapconstructie met de Audi A3 Cabriolet. De motoren deelt de Cabriolet met de normale Golf. Van de Golf Cabriolet zijn drie uitrustingsniveaus: de 'standaard'-uitvoeringen, de GTI en de R.

### Actiemodellen
- Limited Edition 18T 2009
- Team 2010
- Tour 2010
- Tour 2 2010
- United 2010
- Style 2011
- R-Line Edition 2011
- GTI Edition 35 2012 (model ten gevolg van 35-jarig bestaan Golf GTI)
- GTD/GTI Edition 2012
- Trend Edition 2012

### Motoren
Gegevens van de basismodellen:

#### Benzine
| Golf Hatchback           | Golf Hatchback | Golf Hatchback | Golf Hatchback | Golf Hatchback | Golf Hatchback               | Golf Hatchback                 | Golf Hatchback | Golf Hatchback | Golf Hatchback |
| Type                     | Motor          | Motor          | Motor          | Vermogen       | Koppel                       | Transmissie                    | 0–100 km/h     | Topsnelheid    | Jaartal        |
| Type                     | Inhoud         | Cilinders      | Kleppen        | Vermogen       | Koppel                       | Transmissie                    | 0–100 km/h     | Topsnelheid    | Jaartal        |
| ------------------------ | -------------- | -------------- | -------------- | -------------- | ---------------------------- | ------------------------------ | -------------- | -------------- | -------------- |
| 1.4                      | 1.390 cm³      | 4-in-lijn      | 16V            | 80 pk          | 132 Nm bij 3.800 tpm         | handgeschakelde 5-bak          | 13,9 s         | 172 km/h       | 2008 - 2012    |
| 1.2 TSI                  | 1.198 cm³      | 4-in-lijn      | 16V            | 85 pk          | 160 Nm bij 1.500 - 3.500 tpm | handgeschakelde 5-bak          | 12,3 s         | 178 km/h       | 2010 - 2012    |
| 1.6                      | 1.590 cm³      | 4-in-lijn      | 16V            | 102 pk         | 148 Nm bij 3.800 tpm         | handgeschakelde 5-bak of 7-DSG | 11,3 s         | 188 km/h       | 2008 - 2009    |
| 1.2 TSI                  | 1.190 cm³      | 4-in-lijn      | 8V             | 105 pk         | 175 Nm bij 1.550 - 4.100 tpm | handgeschakelde 6-bak of 7-DSG | 10,6 s         | 188 km/h       | 2009 - 2010    |
| 1.2 TSI BMT              | 1.190 cm³      | 4-in-lijn      | 8V             | 105 pk         | 175 Nm bij 1.550 - 4.100 tpm | handgeschakelde 6-bak of 7-DSG | 10,5 s         | 190 km/h       | 2009 - 2012    |
| 1.4 TSI                  | 1.390 cm³      | 4-in-lijn      | 16V            | 122 pk         | 200 Nm bij 1.900 - 4.000 tpm | handgeschakelde 6-bak of 7-DSG | 9,5 s          | 200 km/h       | 2008 - 2012    |
| 1.4 TSI (met compressor) | 1.390 cm³      | 4-in-lijn      | 16V            | 160 pk         | 240 Nm bij 1.400 - 4.500 tpm | handgeschakelde 6-bak of 7-DSG | 8,0 s          | 220 km/h       | 2008 - 2012    |
| 1.8 TSI                  | 1.798 cm³      | 4-in-lijn      | 16V            | 160 pk         | 250 Nm bij 1.500 - 4.500 tpm | handgeschakelde 6-bak          | 8,0 s          | 220 km/h       | 2009 - 2010    |
| 2.0 TSI GTI              | 1.980 cm³      | 4-in-lijn      | 16V            | 210 pk         | 280 Nm bij 1.700 - 5.200 tpm | handgeschakelde 6-bak of 6-DSG | 6,9 s          | 240 km/h       | 2009 - 2012    |
| 2.0 TSI GTI 35           | 1.980 cm³      | 4-in-lijn      | 16V            | 235 pk         | 300 Nm bij 2.200 - 5.500 tpm | handgeschakelde 6-bak of 6-DSG | 6,6 s          | 247 km/h       | 2009 - 2012    |
| 2.0 TSI R                | 1.980 cm³      | 4-in-lijn      | 16V            | 270 pk         | 350 Nm bij 2.500 - 5.000 tpm | handgeschakelde 6-bak of 6-DSG | 5,7 s          | 250 km/h       | 2009 - 2012    |

| Golf Variant             | Golf Variant | Golf Variant | Golf Variant | Golf Variant | Golf Variant                 | Golf Variant                   | Golf Variant | Golf Variant | Golf Variant |
| Type                     | Motor        | Motor        | Motor        | Vermogen     | Koppel                       | Transmissie                    | 0–100 km/h   | Topsnelheid  | Jaartal      |
| Type                     | Inhoud       | Cilinders    | Kleppen      | Vermogen     | Koppel                       | Transmissie                    | 0–100 km/h   | Topsnelheid  | Jaartal      |
| ------------------------ | ------------ | ------------ | ------------ | ------------ | ---------------------------- | ------------------------------ | ------------ | ------------ | ------------ |
| 1.4                      | 1.390 cm³    | 4-in-lijn    | 16V          | 80 pk        | 132 Nm bij 3.800 tpm         | handgeschakelde 5-bak          | 14,9 s       | 173 km/h     | 2009 - 2010  |
| 1.2 TSI                  | 1.198 cm³    | 4-in-lijn    | 16V          | 85 pk        | 160 Nm bij 1.500 - 3.500 tpm | handgeschakelde 5-bak          | 13,3 s       | 178 km/h     | 2010 - 2013  |
| 1.6                      | 1.590 cm³    | 4-in-lijn    | 16V          | 102 pk       | 148 Nm bij 3.800 tpm         | handgeschakelde 5-bak of 7-DSG | 11,9 s       | 189 km/h     | 2009 - 2010  |
| 1.2 TSI                  | 1.190 cm³    | 4-in-lijn    | 8V           | 105 pk       | 175 Nm bij 1.550 - 4.100 tpm | handgeschakelde 6-bak of 7-DSG | 11,3 s       | 190 km/h     | 2010 - 2013  |
| 1.2 TSI BMT              | 1.190 cm³    | 4-in-lijn    | 8V           | 105 pk       | 175 Nm bij 1.550 - 4.100 tpm | handgeschakelde 6-bak of 7-DSG | 11,3 s       | 190 km/h     | 2010 - 2013  |
| 1.4 TSI                  | 1.390 cm³    | 4-in-lijn    | 16V          | 122 pk       | 200 Nm bij 1.900 - 4.000 tpm | handgeschakelde 6-bak of 7-DSG | 9,9 s        | 201 km/h     | 2009 - 2012  |
| 1.4 TSI (met compressor) | 1.390 cm³    | 4-in-lijn    | 16V          | 160 pk       | 240 Nm bij 1.400 - 4.500 tpm | handgeschakelde 6-bak of 7-DSG | 8,4 s        | 220 km/h     | 2009 - 2012  |

| Golf Cabriolet           | Golf Cabriolet | Golf Cabriolet | Golf Cabriolet | Golf Cabriolet | Golf Cabriolet               | Golf Cabriolet                 | Golf Cabriolet | Golf Cabriolet | Golf Cabriolet |
| Type                     | Motor          | Motor          | Motor          | Vermogen       | Koppel                       | Transmissie                    | 0–100 km/h     | Topsnelheid    | Jaartal        |
| Type                     | Inhoud         | Cilinders      | Kleppen        | Vermogen       | Koppel                       | Transmissie                    | 0–100 km/h     | Topsnelheid    | Jaartal        |
| ------------------------ | -------------- | -------------- | -------------- | -------------- | ---------------------------- | ------------------------------ | -------------- | -------------- | -------------- |
| 1.2 TSI BMT              | 1.190 cm³      | 4-in-lijn      | 8V             | 105 pk         | 175 Nm bij 1.550 - 4.100 tpm | handgeschakelde 6-bak          | 11,7 s         | 190 km/h       | 2011 - 2015    |
| 1.4 TSI                  | 1.390 cm³      | 4-in-lijn      | 16V            | 122 pk         | 200 Nm bij 1.500 - 4.000 tpm | handgeschakelde 6-bak of 7-DSG | 10,5 s         | 197 km/h       | 2011 - 2015    |
| 1.4 TSI                  | 1.390 cm³      | 4-in-lijn      | 16V            | 150 pk         | 250 Nm bij 1.500 - 3.500 tpm | handgeschakelde 6-bak of 7-DSG | 8,8 s          | 208 km/h       | 2015 - 2016    |
| 1.4 TSI (met compressor) | 1.390 cm³      | 4-in-lijn      | 16V            | 160 pk         | 240 Nm bij 1.400 - 4.500 tpm | handgeschakelde 6-bak of 7-DSG | 8,4 s          | 216 km/h       | 2011 - 2015    |
| 2.0 TSI GTI              | 1.980 cm³      | 4-in-lijn      | 16V            | 210 pk         | 280 Nm bij 1.700 - 5.200 tpm | handgeschakelde 6-bak of 6-DSG | 7,3 s          | 237 km/h       | 2012 - 2015    |
| 2.0 TSI GTI DSG          | 1.980 cm³      | 4-in-lijn      | 16V            | 210 pk         | 280 Nm bij 1.700 - 5.200 tpm | handgeschakelde 6-bak of 6-DSG | 6,9 s          | 236 km/h       | 2015 - 2015    |
| 2.0 TSI R                | 1.980 cm³      | 4-in-lijn      | 16V            | 265 pk         | 350 Nm bij 2.500 - 5.000 tpm | handgeschakelde 6-bak          | 6,4 s          | 250 km/h       | 2013 - 2015    |

#### LPG
| Golf Hatchback | Golf Hatchback | Golf Hatchback | Golf Hatchback | Golf Hatchback | Golf Hatchback       | Golf Hatchback        | Golf Hatchback | Golf Hatchback | Golf Hatchback |
| Type           | Motor          | Motor          | Motor          | Vermogen       | Koppel               | Transmissie           | 0–100 km/h     | Topsnelheid    | Jaartal\|-     |
| Type           | Inhoud         | Cilinders      | Kleppen        | Vermogen       | Koppel               | Transmissie           | 0–100 km/h     | Topsnelheid    | Jaartal\|-     |
| -------------- | -------------- | -------------- | -------------- | -------------- | -------------------- | --------------------- | -------------- | -------------- | -------------- |
| 1.6 BiFuel     | 1.590 cm³      | 4-in-lijn      | 16V            | 98 pk          | 144 Nm bij 3.800 tpm | handgeschakelde 5-bak | 12,1 s         | 185 km/h       | 2009 - 2011    |

#### Diesel
| Golf Hatchback    | Golf Hatchback | Golf Hatchback | Golf Hatchback | Golf Hatchback | Golf Hatchback               | Golf Hatchback                 | Golf Hatchback | Golf Hatchback | Golf Hatchback |
| Type              | Motor          | Motor          | Motor          | Vermogen       | Koppel                       | Transmissie                    | 0–100 km/h     | Topsnelheid    | Jaartal        |
| Type              | Inhoud         | Cilinders      | Kleppen        | Vermogen       | Koppel                       | Transmissie                    | 0–100 km/h     | Topsnelheid    | Jaartal        |
| ----------------- | -------------- | -------------- | -------------- | -------------- | ---------------------------- | ------------------------------ | -------------- | -------------- | -------------- |
| 1.6 TDI           | 1.598 cm³      | 4-in-lijn      | 16V            | 90 pk          | 230 Nm bij 1.800 tpm         | handgeschakelde 5-bak          | 12,9 s         | 178 km/h       | 2009 - 2012    |
| 1.6 TDI           | 1.598 cm³      | 4-in-lijn      | 16V            | 105 pk         | 250 Nm bij 1.500 - 2.500 tpm | handgeschakelde 5-bak of 7-DSG | 11,3 s         | 189 km/h       | 2009 - 2010    |
| 1.6 TDI BM 99 gr. | 1.598 cm³      | 4-in-lijn      | 16V            | 105 pk         | 250 Nm bij 1.500 - 2.500 tpm | handgeschakelde 5-bak          | 11,3 s         | 190 km/h       | 2009 - 2012    |
| 1.6 TDI BMT       | 1.598 cm³      | 4-in-lijn      | 16V            | 105 pk         | 250 Nm bij 1.500 - 2.500 tpm | handgeschakelde 5-bak of 7-DSG | 11,3 s         | 190 km/h       | 2009 - 2012    |
| 2.0 TDI 119 gr.   | 1.968 cm³      | 4-in-lijn      | 16V            | 110 pk         | 250 Nm bij 1.750 tpm         | handgeschakelde 5-bak          | 10,7 s         | 190 km/h       | 2008 - 2010    |
| 2.0 TDI           | 1.968 cm³      | 4-in-lijn      | 16V            | 110 pk         | 250 Nm bij 1.750 tpm         | handgeschakelde 5-bak of 6-DSG | 10,7 s         | 193 km/h       | 2008 - 2010    |
| 2.0 TDI           | 1.968 cm³      | 4-in-lijn      | 16V            | 140 pk         | 320 Nm bij 1.750 tpm         | handgeschakelde 6-bak of 6-DSG | 9,3 s          | 209 km/h       | 2008 - 2012    |
| 2.0 TDI BMT       | 1.968 cm³      | 4-in-lijn      | 16V            | 140 pk         | 320 Nm bij 1.750 tpm         | handgeschakelde 6-bak of 6-DSG | 9,3 s          | 210 km/h       | 2010 - 2012    |
| 2.0 TDI GTD       | 1.968 cm³      | 4-in-lijn      | 16V            | 170 pk         | 350 Nm bij 1.750 - 2.500 tpm | handgeschakelde 6-bak of 6-DSG | 8,1 s          | 222 km/h       | 2009 - 2012    |

| Golf Variant | Golf Variant | Golf Variant | Golf Variant | Golf Variant | Golf Variant                 | Golf Variant                   | Golf Variant | Golf Variant | Golf Variant |
| Type         | Motor        | Motor        | Motor        | Vermogen     | Koppel                       | Transmissie                    | 0–100 km/h   | Topsnelheid  | Jaartal      |
| Type         | Inhoud       | Cilinders    | Kleppen      | Vermogen     | Koppel                       | Transmissie                    | 0–100 km/h   | Topsnelheid  | Jaartal      |
| ------------ | ------------ | ------------ | ------------ | ------------ | ---------------------------- | ------------------------------ | ------------ | ------------ | ------------ |
| 1.6 TDI      | 1.598 cm³    | 4-in-lijn    | 16V          | 90 pk        | 230 Nm bij 1.800 tpm         | handgeschakelde 5-bak          | 13,8 s       | 179 km/h     | 2010 - 2012  |
| 1.6 TDI      | 1.598 cm³    | 4-in-lijn    | 16V          | 105 pk       | 250 Nm bij 1.500 - 2.500 tpm | handgeschakelde 5-bak of 7-DSG | 11,9 s       | 189 km/h     | 2009 - 2011  |
| 1.6 TDI BMT  | 1.598 cm³    | 4-in-lijn    | 16V          | 105 pk       | 250 Nm bij 1.500 - 2.500 tpm | handgeschakelde 5-bak of 7-DSG | 11,9 s       | 190 km/h     | 2009 - 2013  |
| 2.0 TDI      | 1.968 cm³    | 4-in-lijn    | 16V          | 140 pk       | 320 Nm bij 1.750 tpm         | handgeschakelde 6-bak of 6-DSG | 9,7 s        | 210 km/h     | 2009 - 2013  |

| Golf Cabriolet | Golf Cabriolet | Golf Cabriolet | Golf Cabriolet | Golf Cabriolet | Golf Cabriolet               | Golf Cabriolet                 | Golf Cabriolet | Golf Cabriolet | Golf Cabriolet |
| Type           | Motor          | Motor          | Motor          | Vermogen       | Koppel                       | Transmissie                    | 0–100 km/h     | Topsnelheid    | Jaartal        |
| Type           | Inhoud         | Cilinders      | Kleppen        | Vermogen       | Koppel                       | Transmissie                    | 0–100 km/h     | Topsnelheid    | Jaartal        |
| -------------- | -------------- | -------------- | -------------- | -------------- | ---------------------------- | ------------------------------ | -------------- | -------------- | -------------- |
| 1.6 TDI BMT    | 1.598 cm³      | 4-in-lijn      | 16V            | 105 pk         | 250 Nm bij 1.500 - 2.500 tpm | handgeschakelde 5-bak          | 12,1 s         | 188 km/h       | 2011 - 2015    |
| 2.0 TDI        | 1.968 cm³      | 4-in-lijn      | 16V            | 110 pk         | 250 Nm bij 1.750 tpm         | handgeschakelde 5-bak          | 11,7 s         | 188 km/h       | 2015 - 2016    |
| 2.0 TDI BMT    | 1.968 cm³      | 4-in-lijn      | 16V            | 140 pk         | 320 Nm bij 1.750 tpm         | handgeschakelde 6-bak of 6-DSG | 9,9 s          | 207 km/h       | 2011 - 2015    |
| 2.0 TDI        | 1.968 cm³      | 4-in-lijn      | 16V            | 150 pk         | 340 Nm bij 1.750 - 2.500 tpm | handgeschakelde 6-bak of 6-DSG | 9,2 s          | 208 km/h       | 2015 - 2016    |

## Golf VII (2012-2017)

### Kenmerken
De Volkswagen Golf VII is de eerste Volkswagen die gebouwd is op het MQB platform. De Golf is ruimer dan zijn voorganger door een vergrote wielbasis. Volkswagen geeft aan dat de motoren tot 23% zuiniger zijn door een tot 100 kg lager gewicht, een strakke stroomlijn en de toepassing van brandstofbesparende BlueMotion Technologies (start/stop-systeem en regeneratie van remenergie). Nieuw is de standaard toepassing van Multi Collision Brake. Daarmee remt de Golf automatisch af na een botsing. Dit beperkt het risico op ‘doorschieten’ en een vervolgaanrijding. Sinds november 2012 is de Golf verkrijgbaar met een 1.4 TSI 140 pk motor met Active Cylinder Management; dit schakelt bij deellast de binnenste twee cilinders uit zodat er minder brandstof wordt verbruikt en de auto een lagere CO2-uitstoot heeft.
De Golf VII is in Europa gekozen tot 'Auto van het jaar 2013'.
Sinds januari 2016 is het motorenaanbod in de Golf driedeurs verkleind. Dit omdat de vraag in Nederland naar de vijfdeurs uitvoering groter is. De uitvoeringen die nog als driedeurs leverbaar zijn, zijn de 1.0 TSI, GTI, R en de GTD.

### Uitvoeringen van de Golf
Naast de normale uitrustingsniveaus van de Golf zijn er speciale varianten van de Golf verkrijgbaar:

#### Golf BlueMotion
De Golf BlueMotion heeft een volledig nieuw ontwikkelde 1.6 TDI met 110 pk en common-rail techniek. De fabrikant claimt een gemiddeld verbruik van één liter diesel per 31,25 km. De gemiddelde CO2-uitstoot is 85 g/km. Deze auto heeft in Nederland 14% fiscale bijtelling in 2013 en 2014. De Golf BlueMotion is per modeljaar 2014 ingevoerd in het gamma.
Daarnaast is per modeljaar 2015 de Golf BlueMotion TSI in Nederland beschikbaar. Een 1.0 TSI 3-cilinder benzinemotor met 115 pk en 175 nm koppel is beschikbaar als Trendline en Comfortline.

#### Golf GTI
De Golf GTI heeft 220 pk en 350 Nm. Dat is 10 pk meer vermogen en 70 Nm meer koppel dan zijn voorganger, de Golf VI GTI. De auto heeft een acceleratie van 0-100 in 6,5 seconden en een topsnelheid van 246 km/h. De Golf VII GTI is per modeljaar 2014 ingevoerd in het modelgamma.

#### Golf GTD
De Golf GTD heeft een 2.0 TDI-motor met 184 pk en een koppel van 380 Nm (vanaf 1.750 tpm). De krachtigste dieselmotor in een Golf heeft een topsnelheid van 230 km/h. Het gemiddelde fabrieksverbruik (handgeschakeld) bedraagt slechts 1:23,8. De daarmee overeenkomende CO2-uitstoot van 109 g/km komt overeen met 20% fiscale bijtelling. De Golf GTD wordt standaard geleverd met zesbak; de zestraps DSG-transmissie is optioneel. De Golf GTD voldoet aan de Euro 6 emissienorm.

#### Golf R
Het topmodel is de Golf R. Met 221 kW/300 pk is dit de krachtigste in serie geproduceerde Golf ooit. De fabrikant claimt voor de R een acceleratietijd van 0 - 100 in 4,9 seconden. De Golf R is sinds september 2013 leverbaar in Nederland.
De Volkswagen Golf R heeft een nieuw ontwikkelde, viercilinder 2.0 TSI-benzinemotor met 221 kW/300 pk en een koppel van 380 Nm. Met de (standaard) handgeschakelde zesbak sprint de Golf R van 0–100 km/h in 5,3 seconden. Met de optionele DSG-automaat gaat dit in 4,9 seconden. De topsnelheid is begrensd op 250 km/h.
Sinds maart 2015 is de Golf Variant ook als R uitvoering leverbaar, deze is standaard voorzien van een zestraps DSG-automaat.

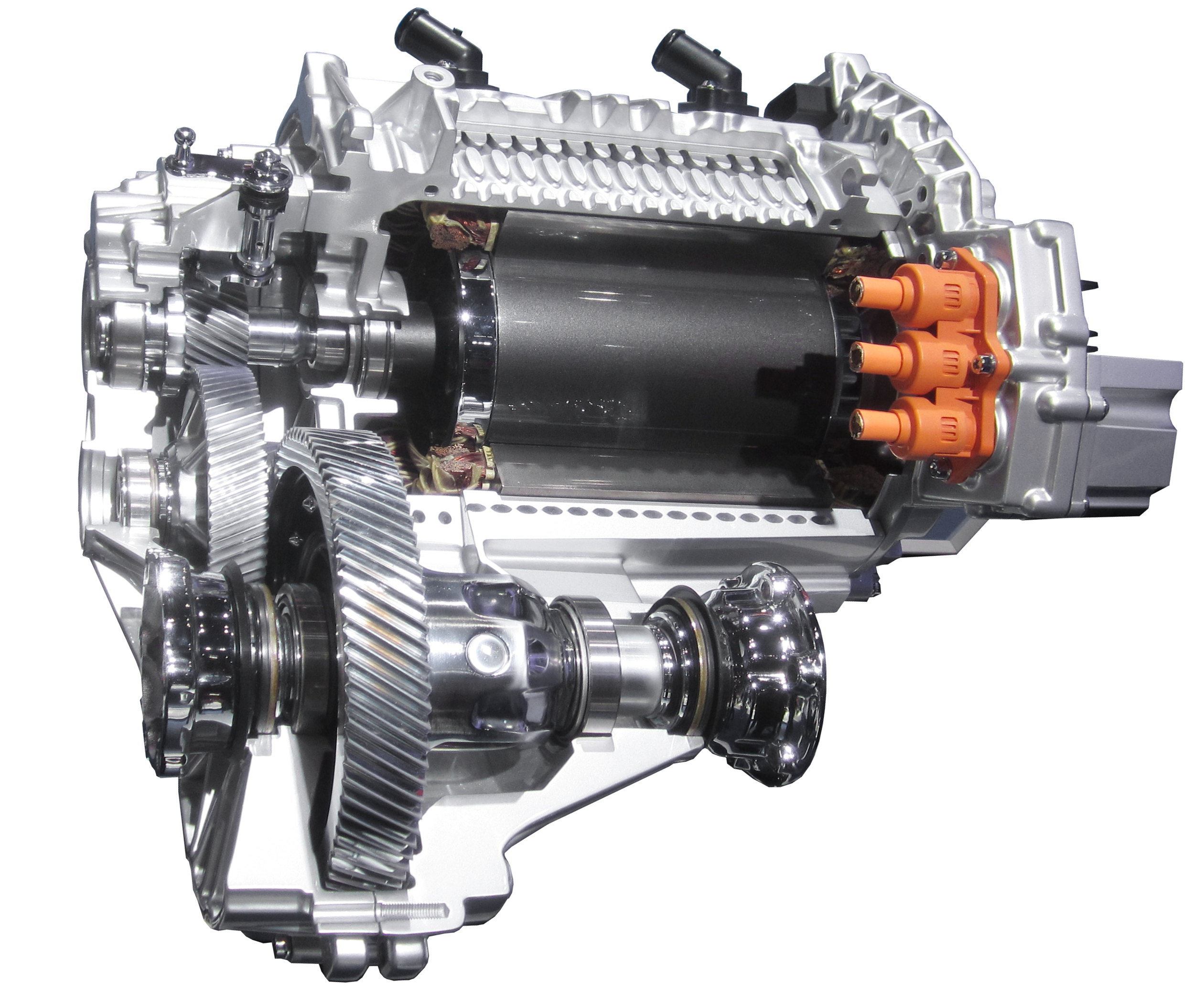
Aandrijving Golf E

#### E-Golf
De e-Golf is een volledig elektrische auto (in het Engels Full Electric Vehicle of FEV). De aandrijving bestaat uit een 85 kW/115 pk sterke elektromotor en een accupakket met een capaciteit van 24,2 kWh. De actieradius bedraagt volgens de fabrikant 190 km. De sprint van 0 tot 100 km/h duurt 10,4 seconden en de topsnelheid bedraagt 140 km/h. De e-Golf heeft een gemiddeld elektriciteitsverbruik van 12,7 kWh per 100 km. Dat betekent dat de energiekosten per 100 km minder dan 3 euro bedragen (2,79 euro bij een elektriciteitsprijs van 0,22 euro/kWh). Ook voor de e-Golf geldt dat het laden van de accu's mogelijk is via het stopcontact of de snellader. Aan de snellader laadt men in 30 minuten tot 80% van de accucapaciteit. De e-Golf was verkrijgbaar met led-dimverlichting, als eerste Volkswagen ooit. De E-Golf heeft standaard vijf deuren.
De e-Golf en de GTE waren vanaf 19 juni 2014 te bestellen bij zogenaamde e-Volkswagen-dealers. Het was de eerste Golf die standaard is uitgerust met (energiebesparende) led-hoofdverlichting in C-vorm.
Sinds mei 2017 werd de e-Golf leverbaar met een accu van 35,8 kWh en een motorvermogen van 100 kW/136 pk. Ook nam de actieradius toe van 190 naar theoretisch 230 km, maar dit is afhankelijk van onder meer het gebruik, acculeeftijd en de buitentemperatuur.
Volkswagen heeft de productie van de e-Golf beëindigd en noemt de ID.3 als opvolger. De productie vond plaats van 2014 tot de zomer van 2020 in Wolfsburg. Men startte ook in Dresden een productiefaciliteit, waar eind december 2020 de laatste e-Golf werd geproduceerd. In totaal zijn ruim 145.500 exemplaren gefabriceerd. De e-Golf is qua verkoopcijfers een van de populairste elektrische auto's in zowel Europa als in Nederland.

#### Golf GTE

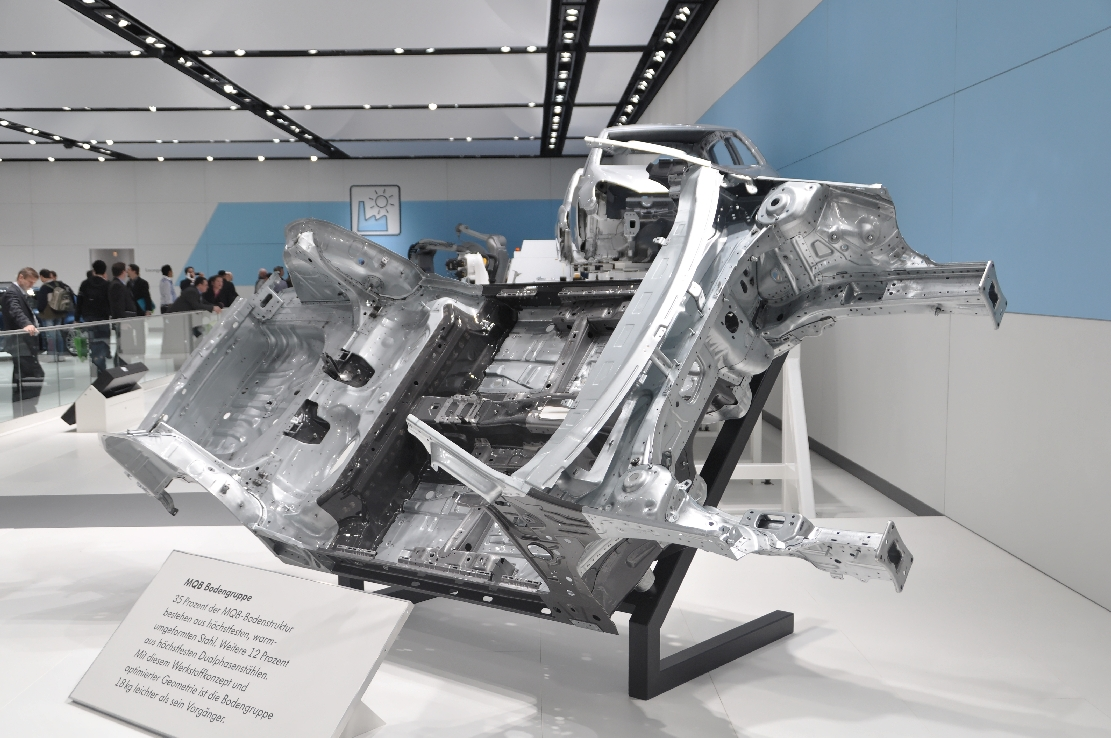
Volkswagen MQB platform

De Volkswagen Golf GTE is een plug-inhybride en is voorzien van een 110 kW/150 pk sterke 1,4-liter TSI-benzinemotor die samenwerkt met een elektromotor van 75 kW/102 pk. Het gezamenlijk piekvermogen is 150 kW/204 pk en maximaal 350 Nm koppel. Een zestraps DSG-transmissie is standaard. De elektromotor wordt gevoed door een lithium-ion-accu met een capaciteit van 8,8 kWh. In ‘e-mode’ kan de Golf GTE een afstand van maximaal vijftig kilometer volledig elektrisch rijden. De ‘elektrische’ maximumsnelheid bedraagt 130 km/h. Van 0 - 100 gaat in 7,6 seconden en de topsnelheid is 217 km/h. De theoretische actieradius is 939 kilometer.

#### Golf Sportsvan
Voorheen was deze ruimere Golf bekend onder de naam Golf Plus. De naam is om verwarring met de oude te voorkomen veranderd in Sportsvan.

#### Golf Variant Alltrack
In 2015 kwam er een nieuwe uitvoering van de Golf Variant op de markt, de Golf Variant Alltrack. De Golf Alltrack is net als zijn grote broer, de Passat Variant Alltrack, een stoerdere uitvoering het standaard model. De Nederlandse importeur heeft echter besloten de auto niet in Nederland te gaan leveren.

### Actiemodellen
- Cup Edition 2014
- Edition 40 2014 (model ten gevolg van 40-jarig bestaan Golf)
- Business Edition 2014-2015
- Edition R 2015
- Edition R Connected 2015-2016
- Business Edition (R) Connected 2015-2016
- Edition 2016
- Connected Series 2016-2017
- GTI Clubsport 2017 (model ten gevolg van 40-jarig bestaan Golf GTI)
- GTI Clubsport S 2017
- GTI Performance Edition 2015

### Motoren
Gegevens van de basismodellen:
Benzine
| Golf Hatchback          | Golf Hatchback | Golf Hatchback | Golf Hatchback | Golf Hatchback | Golf Hatchback               | Golf Hatchback                 | Golf Hatchback | Golf Hatchback | Golf Hatchback |
| Type                    | Motor          | Motor          | Motor          | Vermogen       | Koppel                       | Transmissie                    | 0–100 km/h     | Topsnelheid    | Jaartal        |
| Type                    | Inhoud         | Cilinders      | Kleppen        | Vermogen       | Koppel                       | Transmissie                    | 0–100 km/h     | Topsnelheid    | Jaartal        |
| ----------------------- | -------------- | -------------- | -------------- | -------------- | ---------------------------- | ------------------------------ | -------------- | -------------- | -------------- |
| 1.2 TSI BMT             | 1.198 cm³      | 4-in-lijn      | 16V            | 85 pk          | 160 Nm bij 1.400 - 3.500 tpm | handgeschakelde 5-bak          | 11,9 s         | 179 km/h       | 2012 - 2017    |
| 1.2 TSI BMT             | 1.198 cm³      | 4-in-lijn      | 16V            | 105 pk         | 175 Nm bij 1.550 - 4.100 tpm | handgeschakelde 6-bak en 7-DSG | 10,2 s         | 192 km/h       | 2012 - 2015    |
| 1.2 TSI BMT             | 1.198 cm³      | 4-in-lijn      | 16V            | 110 pk         | 175 Nm bij 1.400 - 4.000 tpm | handgeschakelde 6-bak en 7-DSG | 9,9 s          | 195 km/h       | 2015 - 2017    |
| 1.0 TSI BlueMotion      | 999 cm³        | 3-in-lijn      | 16V            | 115 pk         | 200 Nm bij 2.000 - 3.500 tpm | handgeschakelde 6-bak en 7-DSG | 9,8 s          | 198 km/h       | 2015 - 2017    |
| 1.4 TSI BMT             | 1.395 cm³      | 4-in-lijn      | 16V            | 122 pk         | 200 Nm bij 1.500 - 4.000 tpm | handgeschakelde 6-bak en 7-DSG | 9,3 s          | 203 km/h       | 2012 - 2015    |
| 1.4 TSI BMT             | 1.395 cm³      | 4-in-lijn      | 16V            | 125 pk         | 200 Nm bij 1.400 - 4.000 tpm | handgeschakelde 6-bak en 7-DSG | 9,1 s          | 204 km/h       | 2015 - 2017    |
| 1.4 TSI ACT BMT         | 1.395 cm³      | 4-in-lijn      | 16V            | 140 pk         | 250 Nm bij 1.500 - 3.500 tpm | handgeschakelde 6-bak of 7-DSG | 8,4 s          | 212 km/h       | 2012 - 2015    |
| 1.4 TSI ACT BMT         | 1.395 cm³      | 4-in-lijn      | 16V            | 150 pk         | 250 Nm bij 1.500 - 3.500 tpm | handgeschakelde 6-bak of 7-DSG | 8,2 s          | 216 km/h       | 2015 - 2017    |
| 2.0 TSI GTI             | 1.984 cm³      | 4-in-lijn      | 16V            | 220 pk         | 350 Nm bij 1.500 - 4.400 tpm | handgeschakelde 6-bak of 6-DSG | 6,5 s          | 246 km/h       | 2013 - 2017    |
| 2.0 TSI GTI Performance | 1.984 cm³      | 4-in-lijn      | 16V            | 230 pk         | 350 Nm bij 1.500 - 4.400 tpm | handgeschakelde 6-bak of 6-DSG | 6,4 s          | 250 km/h       | 2013 - 2017    |
| 2.0 TSI GTI Clubsport   | 1.984 cm³      | 4-in-lijn      | 16V            | 265 pk         | 350 Nm bij 1.500 - 4.400 tpm | handgeschakelde 6-bak of 6-DSG | 6,3 s          | 250 km/h       | 2016 - 2017    |
| 2.0 TSI R 4Motion       | 1.984 cm³      | 4-in-lijn      | 16V            | 300 pk         | 380 Nm bij 1.800 - 5.500 tpm | handgeschakelde 6-bak of 6-DSG | 5,1 s          | 250 km/h       | 2013 - 2017    |
| 2.0 TSI GTI Clubsport S | 1.984 cm³      | 4-in-lijn      | 16V            | 310 pk         | 380 Nm bij 1.800 - 5.300 tpm | handgeschakelde 6-bak          | 5,8 s          | 265 km/h       | 2017 - 2017    |

| Golf Variant             | Golf Variant | Golf Variant | Golf Variant | Golf Variant | Golf Variant                 | Golf Variant                   | Golf Variant | Golf Variant | Golf Variant |
| Type                     | Motor        | Motor        | Motor        | Vermogen     | Koppel                       | Transmissie                    | 0–100 km/h   | Topsnelheid  | Jaartal      |
| Type                     | Inhoud       | Cilinders    | Kleppen      | Vermogen     | Koppel                       | Transmissie                    | 0–100 km/h   | Topsnelheid  | Jaartal      |
| ------------------------ | ------------ | ------------ | ------------ | ------------ | ---------------------------- | ------------------------------ | ------------ | ------------ | ------------ |
| 1.2 TSI BMT              | 1.198 cm³    | 4-in-lijn    | 16V          | 85 pk        | 160 Nm bij 1.400 - 3.500 tpm | handgeschakelde 5-bak          | 12,6 s       | 180 km/h     | 2013 - 2017  |
| 1.2 TSI BMT              | 1.198 cm³    | 4-in-lijn    | 16V          | 105 pk       | 175 Nm bij 1.550 - 4.100 tpm | handgeschakelde 6-bak en 7-DSG | 10,7 s       | 193 km/h     | 2013 - 2015  |
| 1.2 TSI BMT              | 1.198 cm³    | 4-in-lijn    | 16V          | 110 pk       | 175 Nm bij 1.400 - 4.000 tpm | handgeschakelde 6-bak en 7-DSG | 10,4 s       | 196 km/h     | 2015 - 2017  |
| 1.0 TSI BlueMotion       | 999 cm³      | 3-in-lijn    | 16V          | 115 pk       | 200 Nm bij 2.000 - 3.500 tpm | handgeschakelde 6-bak en 7-DSG | 9,8 s        | 198 km/h     | 2015 - 2017  |
| 1.4 TSI BMT              | 1.395 cm³    | 4-in-lijn    | 16V          | 122 pk       | 200 Nm bij 1.500 - 4.000 tpm | handgeschakelde 6-bak en 7-DSG | 9,7 s        | 204 km/h     | 2013 - 2015  |
| 1.4 TSI BMT              | 1.395 cm³    | 4-in-lijn    | 16V          | 125 pk       | 200 Nm bij 1.400 - 4.000 tpm | handgeschakelde 6-bak en 7-DSG | 9,5 s        | 205 km/h     | 2015 - 2017  |
| 1.4 TSI ACT BMT          | 1.395 cm³    | 4-in-lijn    | 16V          | 140 pk       | 250 Nm bij 1.500 - 3.500 tpm | handgeschakelde 6-bak of 7-DSG | 8,9 s        | 213 km/h     | 2013 - 2015  |
| 1.4 TSI ACT BMT          | 1.395 cm³    | 4-in-lijn    | 16V          | 150 pk       | 250 Nm bij 1.500 - 3.500 tpm | handgeschakelde 6-bak of 7-DSG | 8,6 s        | 218 km/h     | 2015 - 2017  |
| 1.8 TSI Alltrack 4Motion | 1.798 cm³    | 4-in-lijn    | 16V          | 180 pk       | 280 Nm bij 1.350 - 4.500 tpm | 6-DSG                          | 7,8 s        | 217 km/h     | 2015 - 2017  |
| 2.0 TSI R 4Motion        | 1.984 cm³    | 4-in-lijn    | 16V          | 300 pk       | 380 Nm bij 1.800 - 5.500 tpm | handgeschakelde 6-bak of 6-DSG | 5,1 s        | 250 km/h     | 2015 - 2017  |

Aardgas
| Golf Hatchback | Golf Hatchback | Golf Hatchback | Golf Hatchback | Golf Hatchback | Golf Hatchback               | Golf Hatchback                 | Golf Hatchback | Golf Hatchback | Golf Hatchback |
| Type           | Motor          | Motor          | Motor          | Vermogen       | Koppel                       | Transmissie                    | 0–100 km/h     | Topsnelheid    | Jaartal        |
| Type           | Inhoud         | Cilinders      | Kleppen        | Vermogen       | Koppel                       | Transmissie                    | 0–100 km/h     | Topsnelheid    | Jaartal        |
| -------------- | -------------- | -------------- | -------------- | -------------- | ---------------------------- | ------------------------------ | -------------- | -------------- | -------------- |
| 1.4 TGI BMT    | 1.395 cm³      | 4-in-lijn      | 16V            | 110 pk         | 200 Nm bij 1.500 - 3.500 tpm | handgeschakelde 6-bak of 7-DSG | 10,9 s         | 194 km/h       | 2014 - 2017    |

| Golf Variant | Golf Variant | Golf Variant | Golf Variant | Golf Variant | Golf Variant                 | Golf Variant                   | Golf Variant | Golf Variant | Golf Variant |
| Type         | Motor        | Motor        | Motor        | Vermogen     | Koppel                       | Transmissie                    | 0–100 km/h   | Topsnelheid  | Jaartal      |
| Type         | Inhoud       | Cilinders    | Kleppen      | Vermogen     | Koppel                       | Transmissie                    | 0–100 km/h   | Topsnelheid  | Jaartal      |
| ------------ | ------------ | ------------ | ------------ | ------------ | ---------------------------- | ------------------------------ | ------------ | ------------ | ------------ |
| 1.4 TGI BMT  | 1.395 cm³    | 4-in-lijn    | 16V          | 110 pk       | 200 Nm bij 1.500 - 3.500 tpm | handgeschakelde 6-bak of 7-DSG | 11,5 s       | 194 km/h     | 2014 - 2017  |

PHEV
| Golf Hatchback | Golf Hatchback | Golf Hatchback | Golf Hatchback | Golf Hatchback        | Golf Hatchback      | Golf Hatchback | Golf Hatchback | Golf Hatchback | Golf Hatchback |
| Type           | Motor          | Motor          | Motor          | Vermogen gecombineerd | Koppel gecombineerd | Transmissie    | 0–100 km/h     | Topsnelheid    | Jaartal        |
| Type           | Inhoud         | Cilinders      | Kleppen        | Vermogen gecombineerd | Koppel gecombineerd | Transmissie    | 0–100 km/h     | Topsnelheid    | Jaartal        |
| -------------- | -------------- | -------------- | -------------- | --------------------- | ------------------- | -------------- | -------------- | -------------- | -------------- |
| GTE            | 1.395 cm³      | 4-in-lijn      | 16V            | 204 pk                | 350 Nm              | 6-DSG          | 7,6 s          | 222 km/h       | 2014 - 2017    |

Elektra
| E | synchroonmotor/permanente magneet | 116 pk | 270 Nm | traploze automaat | 10,4 s | 140 km/h | 2014 - 2017 |

Diesel
| Golf Hatchback | Golf Hatchback | Golf Hatchback | Golf Hatchback | Golf Hatchback | Golf Hatchback               | Golf Hatchback                 | Golf Hatchback | Golf Hatchback | Golf Hatchback |
| Type           | Motor          | Motor          | Motor          | Vermogen       | Koppel                       | Transmissie                    | 0–100 km/h     | Topsnelheid    | Jaartal        |
| Type           | Inhoud         | Cilinders      | Kleppen        | Vermogen       | Koppel                       | Transmissie                    | 0–100 km/h     | Topsnelheid    | Jaartal        |
| -------------- | -------------- | -------------- | -------------- | -------------- | ---------------------------- | ------------------------------ | -------------- | -------------- | -------------- |
| 1.6 TDI        | 1.598 cm³      | 4-in-lijn      | 16V            | 105 pk         | 250 Nm bij 1.500 - 2.750 tpm | handgeschakelde 5-bak of 7-DSG | 10,7 s         | 192 km/h       | 2012 - 2013    |
| 1.6 TDI BMT    | 1.598 cm³      | 4-in-lijn      | 16V            | 110 pk         | 250 Nm bij 1.500 - 2.750 tpm | handgeschakelde 6-bak          | 10,5 s         | 200 km/h       | 2013 - 2017    |
| 1.6 TDI        | 1.598 cm³      | 4-in-lijn      | 16V            | 110 pk         | 250 Nm bij 1.500 - 2.750 tpm | handgeschakelde 5-bak of 7-DSG | 10,5 s         | 195 km/h       | 2013 - 2017    |
| 2.0 TDI        | 1.968 cm³      | 4-in-lijn      | 16V            | 150 pk         | 320 Nm bij 1.750 - 3.000 tpm | handgeschakelde 6-bak of 6-DSG | 8,6 s          | 216 km/h       | 2012 - 2014    |
| 2.0 TDI        | 1.968 cm³      | 4-in-lijn      | 16V            | 150 pk         | 340 Nm bij 1.750 - 3.000 tpm | handgeschakelde 6-bak of 6-DSG | 8,6 s          | 216 km/h       | 2014 - 2017    |
| 2.0 TDI GTD    | 1.968 cm³      | 4-in-lijn      | 16V            | 184 pk         | 380 Nm bij 1.750 - 3.250 tpm | handgeschakelde 6-bak of 6-DSG | 7,5 s          | 230 km/h       | 2013 - 2017    |

| Golf Variant | Golf Variant | Golf Variant | Golf Variant | Golf Variant | Golf Variant                 | Golf Variant                   | Golf Variant | Golf Variant | Golf Variant |
| Type         | Motor        | Motor        | Motor        | Vermogen     | Koppel                       | Transmissie                    | 0–100 km/h   | Topsnelheid  | Jaartal      |
| Type         | Inhoud       | Cilinders    | Kleppen      | Vermogen     | Koppel                       | Transmissie                    | 0–100 km/h   | Topsnelheid  | Jaartal      |
| ------------ | ------------ | ------------ | ------------ | ------------ | ---------------------------- | ------------------------------ | ------------ | ------------ | ------------ |
| 1.6 TDI BMT  | 1.598 cm³    | 4-in-lijn    | 16V          | 110 pk       | 250 Nm bij 1.500 - 2.750 tpm | handgeschakelde 6-bak          | 11,0 s       | 196 km/h     | 2014 - 2015  |
| 1.6 TDI BMT  | 1.598 cm³    | 4-in-lijn    | 16V          | 110 pk       | 250 Nm bij 1.500 - 2.750 tpm | handgeschakelde 6-bak          | 11,0 s       | 200 km/h     | 2016 - 2017  |
| 1.6 TDI      | 1.598 cm³    | 4-in-lijn    | 16V          | 110 pk       | 250 Nm bij 1.500 - 2.750 tpm | handgeschakelde 5-bak of 7-DSG | 11,0 s       | 196 km/h     | 2013 - 2017  |
| 2.0 TDI      | 1.968 cm³    | 4-in-lijn    | 16V          | 150 pk       | 320 Nm bij 1.750 - 3.000 tpm | handgeschakelde 6-bak of 6-DSG | 8,9 s        | 218 km/h     | 2013 - 2017  |
| 2.0 TDI GTD  | 1.968 cm³    | 4-in-lijn    | 16V          | 184 pk       | 380 Nm bij 1.750 - 3.250 tpm | handgeschakelde 6-bak of 6-DSG | 7,9 s        | 231 km/h     | 2013 - 2017  |

## Golf VII GP (facelift) (2017-2020)

### Kenmerken
Met ingang van 14 februari 2017 is in Nederland de GP versie van de Golf 7 beschikbaar. GP staat voor Große Produktänderung en staat bij Volkswagen voor een ingrijpende productverandering. Naast subtiele wijzigingen van het in- en exterieur is ook het motorenaanbod opgefrist. Door de lage verkoopaantallen van de Golf driedeurs heeft de Nederlandse importeur besloten deze per februari 2018 niet meer op te nemen in hun leveringsgamma.
Tevens heeft de Nederlandse importeur besloten de Volkswagen Golf Alltrack alsnog in hun leveringsgamma op te nemen. De Alltrack is leverbaar met een 1.8 TSI 180pk en een 2.0 TDI 184pk, beide hebben standaard 4-Motion vierwielaandrijving. De 1.8 TSI wordt geleverd met een zestraps DSG en de 2.0 TDI met een zeventraps DSG.
De E-Golf kreeg ook een update, door het vergroten van het accupakket is het actieradius gestegen van 190 km naar 300 km (volgens NEDCcyclus). Ook is er een sterkere elektromotor gemonteerd wat de acceleratie en topsnelheid ten goede komt. De productielijn van de E-Golf werd verplaatst naar glazen fabriek in Dresden, de fabriek waar voorheen de Phaeton werd geproduceerd.
Standaard op elke in Nederland geleverde Golf is het afstandscontrolesysteem Front Assist inclusief noodremfunctie City Emergency Braking. Deze meet door middel van een radar achter het Volkswagen logo in de neus van de auto de afstand tot de voorganger.
Standaard vanaf de Comfortline uitvoering is Adaptive Cruise Control, die door middel van radar de afstand tot de voorganger meet en zo nodig afremt.

### Motoren
Gegevens van de basismodellen:
Benzine
| Golf Hatchback          | Golf Hatchback | Golf Hatchback | Golf Hatchback | Golf Hatchback | Golf Hatchback               | Golf Hatchback                | Golf Hatchback | Golf Hatchback | Golf Hatchback |
| Type                    | Motor          | Motor          | Motor          | Vermogen       | Koppel                       | Transmissie                   | 0–100 km/h     | Topsnelheid    | Jaartal        |
| Type                    | Inhoud         | Cilinders      | Kleppen        | Vermogen       | Koppel                       | Transmissie                   | 0–100 km/h     | Topsnelheid    | Jaartal        |
| ----------------------- | -------------- | -------------- | -------------- | -------------- | ---------------------------- | ----------------------------- | -------------- | -------------- | -------------- |
| 1.0 TSI BMT             | 999 cm³        | 3-in-lijn      | 16V            | 85 pk          | 175 Nm bij 2.000 - 3.000 tpm | handgeschakelde 5-bak         | 11,9 s         | 180 km/h       | 2017 - heden   |
| 1.0 TSI BMT             | 999 cm³        | 3-in-lijn      | 16V            | 110 pk         | 200 Nm bij 2.000 - 3.500 tpm | handgeschakelde 6-bak / 7-DSG | 9,9 / 9,9 s    | 196 / 196 km/h | 2017 - 2018    |
| 1.0 TSI                 | 999 cm³        | 3-in-lijn      | 16V            | 115 pk         | 200 Nm bij 2.000 - 3.500 tpm | handgeschakelde 6-bak / 7-DSG | 9,8 / 9,8 s    | 198 / 198 km/h | 2018 - heden   |
| 1.4 TSI BMT             | 1.395 cm³      | 4-in-lijn      | 16V            | 125 pk         | 200 Nm bij 1.400 - 4.000 tpm | handgeschakelde 6-bak / 7-DSG | 9,1 / 9,1 s    | 204 / 204 km/h | 2017 - 2017    |
| 1.5 TSI BlueMotion      | 1.498 cm³      | 4-in-lijn      | 16V            | 130 pk         | 200 Nm bij 1.400 - 4.000 tpm | handgeschakelde 6-bak / 7-DSG | 9,1 / 9,1 s    | 210 / 210 km/h | 2017 - heden   |
| 1.4 TSI ACT BMT         | 1.395 cm³      | 4-in-lijn      | 16V            | 150 pk         | 250 Nm bij 1.500 - 3.500 tpm | handgeschakelde 6-bak / 7-DSG | 8,2 /8,2 s     | 216 / 216 km/h | 2017 - 2017    |
| 1.5 TSI (ACT)           | 1.498 cm³      | 4-in-lijn      | 16V            | 150 pk         | 250 Nm bij 1.500 - 3.500 tpm | handgeschakelde 6-bak / 7-DSG | 8,3 / 8,3 s    | 216 / 216 km/h | 2017 - heden   |
| 2.0 TSI GTI             | 1.984 cm³      | 4-in-lijn      | 16V            | 230 pk         | 350 Nm bij 1.500 - 4.400 tpm | handgeschakelde 6-bak         | 6,4 s          | 250 km/h       | 2017 - 2018    |
| 2.0 TSI GTI Performance | 1.984 cm³      | 4-in-lijn      | 16V            | 245 pk         | 370 Nm bij 1.500 - 4.400 tpm | handgeschakelde 6-bak / 7-DSG | 6,2 / 6,2 s    | 250 / 250 km/h | 2017-heden     |
| 2.0 TSI GTI TCR         | 1.984 cm³      | 4-in-lijn      | 16V            | 290 pk         | 380 Nm bij 1.950 - 4.300 tpm | 7-DSG                         | 5,6 s          | 250 km/h       | 2019-heden     |
| 2.0 TSI R 4Motion       | 1.984 cm³      | 4-in-lijn      | 16V            | 310 pk         | 380 Nm bij 1.800 - 5.500 tpm | handgeschakelde 6-bak / 7-DSG | 5,1 / 4,6 s    | 250 / 250 km/h | 2017 - 2018    |
| 2.0 TSI R 4Motion       | 1.984 cm³      | 4-in-lijn      | 16V            | 300 pk         | 400 Nm bij 2.000 - 5.200 tpm | 7-DSG                         | 4,6 s          | 250 km/h       | 2018 - heden   |

| Golf Variant             | Golf Variant | Golf Variant | Golf Variant | Golf Variant | Golf Variant                 | Golf Variant                  | Golf Variant  | Golf Variant   | Golf Variant |
| Type                     | Motor        | Motor        | Motor        | Vermogen     | Koppel                       | Transmissie                   | 0–100 km/h    | Topsnelheid    | Jaartal      |
| Type                     | Inhoud       | Cilinders    | Kleppen      | Vermogen     | Koppel                       | Transmissie                   | 0–100 km/h    | Topsnelheid    | Jaartal      |
| ------------------------ | ------------ | ------------ | ------------ | ------------ | ---------------------------- | ----------------------------- | ------------- | -------------- | ------------ |
| 1.0 TSI BMT              | 999 cm³      | 3-in-lijn    | 16V          | 85 pk        | 175 Nm bij 2.000 - 3.000 tpm | handgeschakelde 5-bak         | 12,6 s        | 180 km/h       | 2017 - 2017  |
| 1.0 TSI BMT              | 999 cm³      | 3-in-lijn    | 16V          | 110 pk       | 200 Nm bij 2.000 - 3.500 tpm | handgeschakelde 6-bak / 7-DSG | 10,4/ 10,4 s  | 197 / 197 km/h | 2017 - heden |
| 1.0 TSI                  | 999 cm³      | 3-in-lijn    | 16V          | 115 pk       | 200 Nm bij 2.000 - 3.500 tpm | handgeschakelde 6-bak / 7-DSG | 10,2 / 10,2 s | 200 / 200 km/h | 2018 - heden |
| 1.4 TSI BMT              | 1.395 cm³    | 4-in-lijn    | 16V          | 125 pk       | 200 Nm bij 1.400 - 4.000 tpm | handgeschakelde 6-bak / 7-DSG | 9,5 / 9,5s    | 205 / 205 km/h | 2017 - 2017  |
| 1.5 TSI (ACT) BlueMotion | 1.498 cm³    | 4-in-lijn    | 16V          | 130 pk       | 200 Nm bij 1.400 - 4.000 tpm | handgeschakelde 6-bak / 7-DSG | 9,5 / 9,5 s   | 211 / 211 km/h | 2017 - heden |
| 1.4 TSI (ACT) BMT        | 1.395 cm³    | 4-in-lijn    | 16V          | 150 pk       | 250 Nm bij 1.500 - 3.500 tpm | handgeschakelde 6-bak / 7-DSG | 8,6 / 8,6 s   | 218 / 218 km/h | 2017 - 2017  |
| 1.5 TSI (ACT)            | 1.498 cm³    | 4-in-lijn    | 16V          | 150 pk       | 250 Nm bij 1.500 - 3.500 tpm | handgeschakelde 6-bak / 7-DSG | 8,7 / 8,7 s   | 218 / 218 km/h | 2017 - heden |
| 1.8 TSI Alltrack 4Motion | 1.798 cm³    | 4-in-lijn    | 16V          | 180 pk       | 280 Nm bij 1.350 - 4.500 tpm | 6-DSG                         | 7,8 s         | 217 km/h       | 2017 - 2018  |
| 2.0 TSI R 4Motion        | 1.984 cm³    | 4-in-lijn    | 16V          | 310 pk       | 380 Nm bij 1.800 - 5.500 tpm | 7-DSG                         | 4,8 s         | 250 km/h       | 2017 - heden |

Aardgas
| Golf Hatchback | Golf Hatchback | Golf Hatchback | Golf Hatchback | Golf Hatchback | Golf Hatchback               | Golf Hatchback                 | Golf Hatchback | Golf Hatchback | Golf Hatchback |
| Type           | Motor          | Motor          | Motor          | Vermogen       | Koppel                       | Transmissie                    | 0–100 km/h     | Topsnelheid    | Jaartal        |
| Type           | Inhoud         | Cilinders      | Kleppen        | Vermogen       | Koppel                       | Transmissie                    | 0–100 km/h     | Topsnelheid    | Jaartal        |
| -------------- | -------------- | -------------- | -------------- | -------------- | ---------------------------- | ------------------------------ | -------------- | -------------- | -------------- |
| 1.4 TGI        | 1.395 cm³      | 4-in-lijn      | 16V            | 110 pk         | 200 Nm bij 1.500 - 3.500 tpm | handgeschakelde 6-bak of 7-DSG | 10,6/ 10,6 s   | 195 / 195 km/h | 2017 - 2018    |
| 1.5 TGI        | 1.498 cm³      | 4-in-lijn      | 16V            | 130 pk         | 200 Nm bij 1.400 - 4.000 tpm | handgeschakelde 6-bak of 7-DSG | 9,6 / 9,6 s    | 206 / 206 km/h | 2019 - heden   |

| Golf Variant | Golf Variant | Golf Variant | Golf Variant | Golf Variant | Golf Variant                 | Golf Variant                   | Golf Variant  | Golf Variant   | Golf Variant |
| Type         | Motor        | Motor        | Motor        | Vermogen     | Koppel                       | Transmissie                    | 0–100 km/h    | Topsnelheid    | Jaartal      |
| Type         | Inhoud       | Cilinders    | Kleppen      | Vermogen     | Koppel                       | Transmissie                    | 0–100 km/h    | Topsnelheid    | Jaartal      |
| ------------ | ------------ | ------------ | ------------ | ------------ | ---------------------------- | ------------------------------ | ------------- | -------------- | ------------ |
| 1.4 TGI      | 1.395 cm³    | 4-in-lijn    | 16V          | 110 pk       | 200 Nm bij 1.500 - 3.500 tpm | handgeschakelde 6-bak of 7-DSG | 10,9 / 11,5 s | 196 / 196 km/h | 2017 - 2018  |
| 1.5 TGI      | 1.498 cm³    | 4-in-lijn    | 16V          | 130 pk       | 200 Nm bij 1.400 - 4.000 tpm | 7-DSG                          | 10,9 s        | 207 km/h       | 2019 - heden |

Plug-in hybride
| Golf Hatchback | Golf Hatchback | Golf Hatchback | Golf Hatchback | Golf Hatchback        | Golf Hatchback      | Golf Hatchback | Golf Hatchback | Golf Hatchback | Golf Hatchback |
| Type           | Motor          | Motor          | Motor          | Vermogen gecombineerd | Koppel gecombineerd | Transmissie    | 0–100 km/h     | Topsnelheid    | Jaartal        |
| Type           | Inhoud         | Cilinders      | Kleppen        | Vermogen gecombineerd | Koppel gecombineerd | Transmissie    | 0–100 km/h     | Topsnelheid    | Jaartal        |
| -------------- | -------------- | -------------- | -------------- | --------------------- | ------------------- | -------------- | -------------- | -------------- | -------------- |
| GTE            | 1.395 cm³      | 4-in-lijn      | 16V            | 204 pk                | 350 Nm              | 6-DSG          | 7,6 s          | 222 km/h       | 2017 - 2018    |

Elektra
| E | synchroonmotor/permanente magneet | 136 pk | 290 Nm | traploze automaat | 9,1 s | 150 km/h | 2017 - heden |

Diesel
| Golf Hatchback | Golf Hatchback | Golf Hatchback | Golf Hatchback | Golf Hatchback | Golf Hatchback               | Golf Hatchback                 | Golf Hatchback | Golf Hatchback | Golf Hatchback |
| Type           | Motor          | Motor          | Motor          | Vermogen       | Koppel                       | Transmissie                    | 0–100 km/h     | Topsnelheid    | Jaartal        |
| Type           | Inhoud         | Cilinders      | Kleppen        | Vermogen       | Koppel                       | Transmissie                    | 0–100 km/h     | Topsnelheid    | Jaartal        |
| -------------- | -------------- | -------------- | -------------- | -------------- | ---------------------------- | ------------------------------ | -------------- | -------------- | -------------- |
| 1.6 TDI BMT    | 1.598 cm³      | 4-in-lijn      | 16V            | 90 pk          | 230 Nm bij 1.400 - 2.750 tpm | handgeschakelde 5-bak          | 11,9 s         | 184 km/h       | 2017 - 2017    |
| 1.6 TDI BMT    | 1.598 cm³      | 4-in-lijn      | 16V            | 115 pk         | 250 Nm bij 1.500 - 3.200 tpm | handgeschakelde 5-bak of 7-DSG | 10,2 / 10,2 s  | 198 / 198 km/h | 2017 - heden   |
| 2.0 TDI BMT    | 1.968 cm³      | 4-in-lijn      | 16V            | 150 pk         | 340 Nm bij 1.750 - 3.000 tpm | handgeschakelde 6-bak of 7-DSG | 8,6 / 8,6 s    | 216 / 214 km/h | 2017 - heden   |
| 2.0 TDI GTD    | 1.968 cm³      | 4-in-lijn      | 16V            | 184 pk         | 380 Nm bij 1.750 - 3.250 tpm | handgeschakelde 6-bak of 7-DSG | 7,5 / 7,4 s    | 230 / 228 km/h | 2017 - 2018    |
| 2.0 TDI GTD    | 1.968 cm³      | 4-in-lijn      | 16V            | 184 pk         | 380 Nm bij 1.750 - 3.250 tpm | 7-DSG                          | 7,4 s          | 228 km/h       | 2019 - heden   |

| Golf Variant                 | Golf Variant | Golf Variant | Golf Variant | Golf Variant | Golf Variant                 | Golf Variant                   | Golf Variant  | Golf Variant   | Golf Variant |
| Type                         | Motor        | Motor        | Motor        | Vermogen     | Koppel                       | Transmissie                    | 0–100 km/h    | Topsnelheid    | Jaartal      |
| Type                         | Inhoud       | Cilinders    | Kleppen      | Vermogen     | Koppel                       | Transmissie                    | 0–100 km/h    | Topsnelheid    | Jaartal      |
| ---------------------------- | ------------ | ------------ | ------------ | ------------ | ---------------------------- | ------------------------------ | ------------- | -------------- | ------------ |
| 1.6 TDI BMT                  | 1.598 cm³    | 4-in-lijn    | 16V          | 90 pk        | 230 Nm bij 1.400 - 2.750 tpm | handgeschakelde 5-bak          | 10,7 s        | 185 km/h       | 2017 - 2017  |
| 1.6 TDI BMT                  | 1.598 cm³    | 4-in-lijn    | 16V          | 115 pk       | 250 Nm bij 1.500 - 3.200 tpm | handgeschakelde 5-bak of 7-DSG | 10,7 / 10,8 s | 200 / 200 km/h | 2017 - heden |
| 2.0 TDI BMT                  | 1.968 cm³    | 4-in-lijn    | 16V          | 150 pk       | 340 Nm bij 1.750 - 3.000 tpm | handgeschakelde 6-bak of 7-DSG | 8,9 / 8,9 s   | 218 / 216 km/h | 2017 - heden |
| 2.0 TDI GTD                  | 1.968 cm³    | 4-in-lijn    | 16V          | 184 pk       | 380 Nm bij 1.750 - 3.250 tpm | handgeschakelde 6-bak of 7-DSG | 7,9 / 7,9 s   | 231 / 229 km/h | 2017 - 2018  |
| 2.0 TDI GTD Alltrack 4Motion | 1.968 cm³    | 4-in-lijn    | 16V          | 184 pk       | 380 Nm bij 1.750 - 3.250 tpm | handgeschakelde 6-bak of 7-DSG | 7,8 s         | 219 km/h       | 2017 - 2018  |

## Golf VIII (2020-heden)

### Kenmerken
De Golf 8 werd onthuld op 24 oktober 2019 in Wolfsburg en is gebouwd op een bijgewerkte versie van het MQB-platform. Er zijn benzine, diesel en hybride aangedreven motoren beschikbaar. Door lage verkoopcijfers werd een driedeurs hatchback uit productie genomen en bleef alleen een vijfdeurs in productie.
Binnenin de auto kreeg het interieur een grote update. Zo is het dashboard volledig digitaal met aanraakscherm en zijn er meerdere veiligheidsfuncties toegevoegd.
Nieuw zijn de eTSI motoren, dit zijn mild hybrides en zijn leverbaar met de 110, 130 en 150 pk TSI motoren. Hij maakt gebruik van een 48V elektrisch systeem, een riem-aangedreven dynamo, een lithium-ion-accu en een automatische zeventraps DSG-transmissie. Als de bestuurder het gas loslaat, schakelt de verbrandingsmotor uit en rijdt de Golf zonder brandstof te verbruiken.
Zogenaamde performancemodellen bestaan uit de GTE, GTI, GTD en Golf R. Deze auto's beschikken over een motorvermogen tussen de 180 kW en 235 kW.
De e-Golf werd in deze generatie vervangen door de ID.3.

## Trivia
- De Volkswagen Golf was in 2010 een van de meest gestolen personenauto's van Nederland.[31]
- In 2021 was de Volkswagen Golf opnieuw de meest gestolen auto (328 maal) van Nederland.[32]
- De Volkswagen Golf werd in 2013 gekozen tot Auto van het Jaar
- De Volkswagen Golf werd gekozen tot Wereldauto van het Jaar 2013

- Biblioteca Nacional de España: XX4576739
- Bibliothèque nationale de France: cb119644721 (data)
- Gemeinsame Normdatei: 4157906-9
- Library of Congress Control Number: sh85055811
- Nationale Bibliotheek van Letland: 000339507
- Nationale Bibliotheek van Tsjechië: ph117159
- Nationale Bibliotheek van Israël: 987007533644905171